# Aeropuerto Internacional de Monterrey

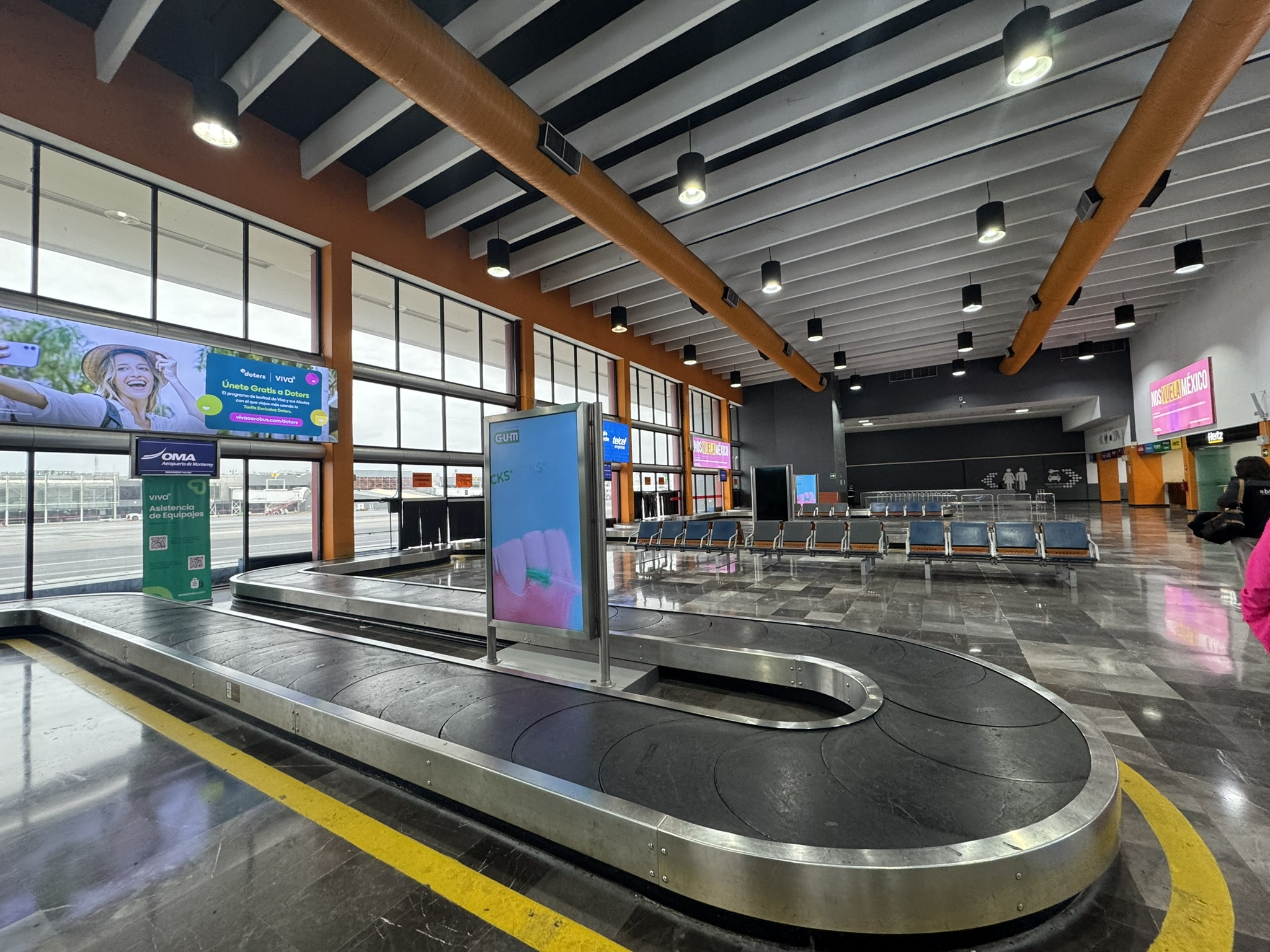
Bandas de reclamo de equipaje en la Terminal A.

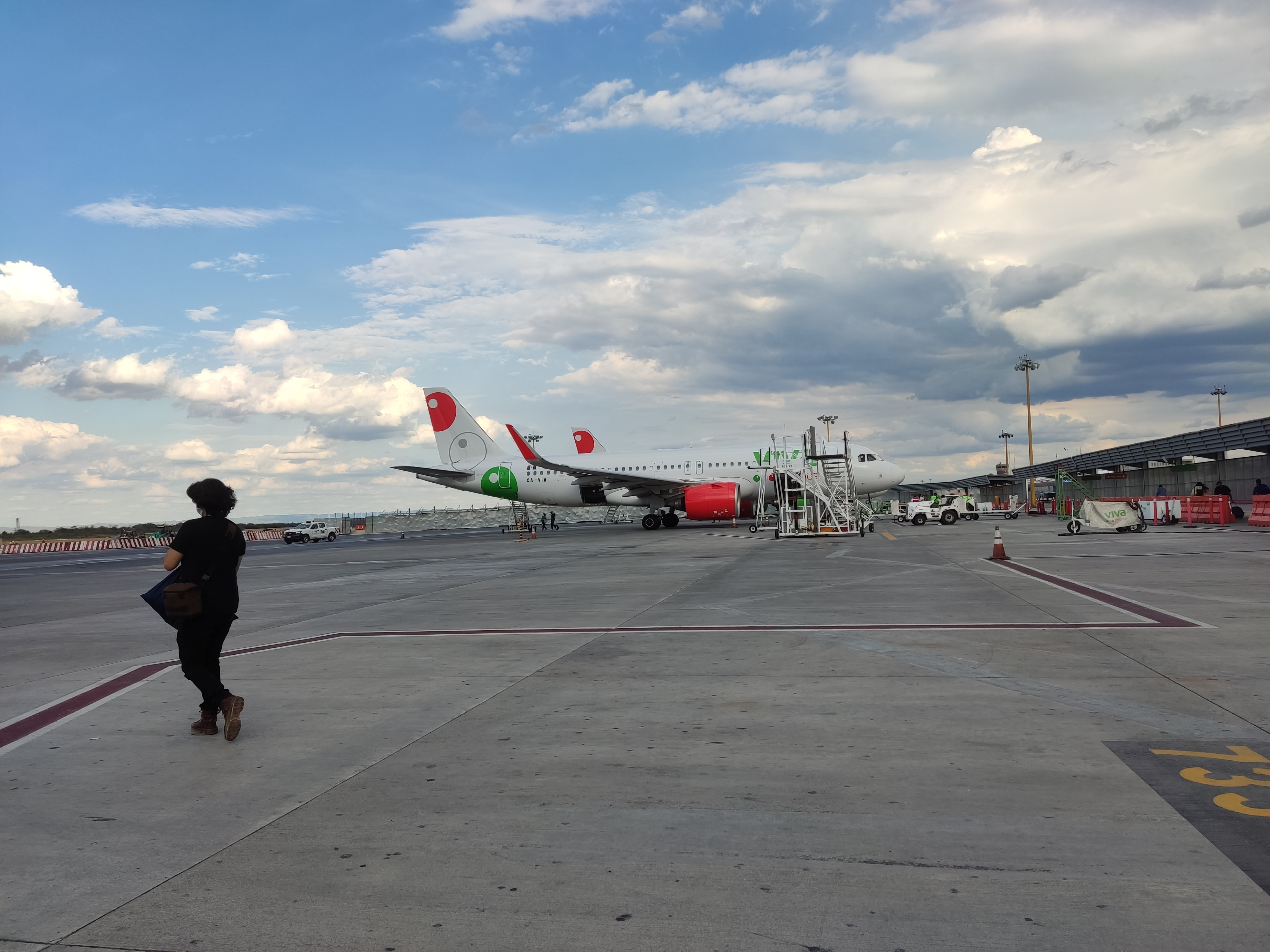
Airbus 320-271N de Viva (XA-VIW) en MTY.

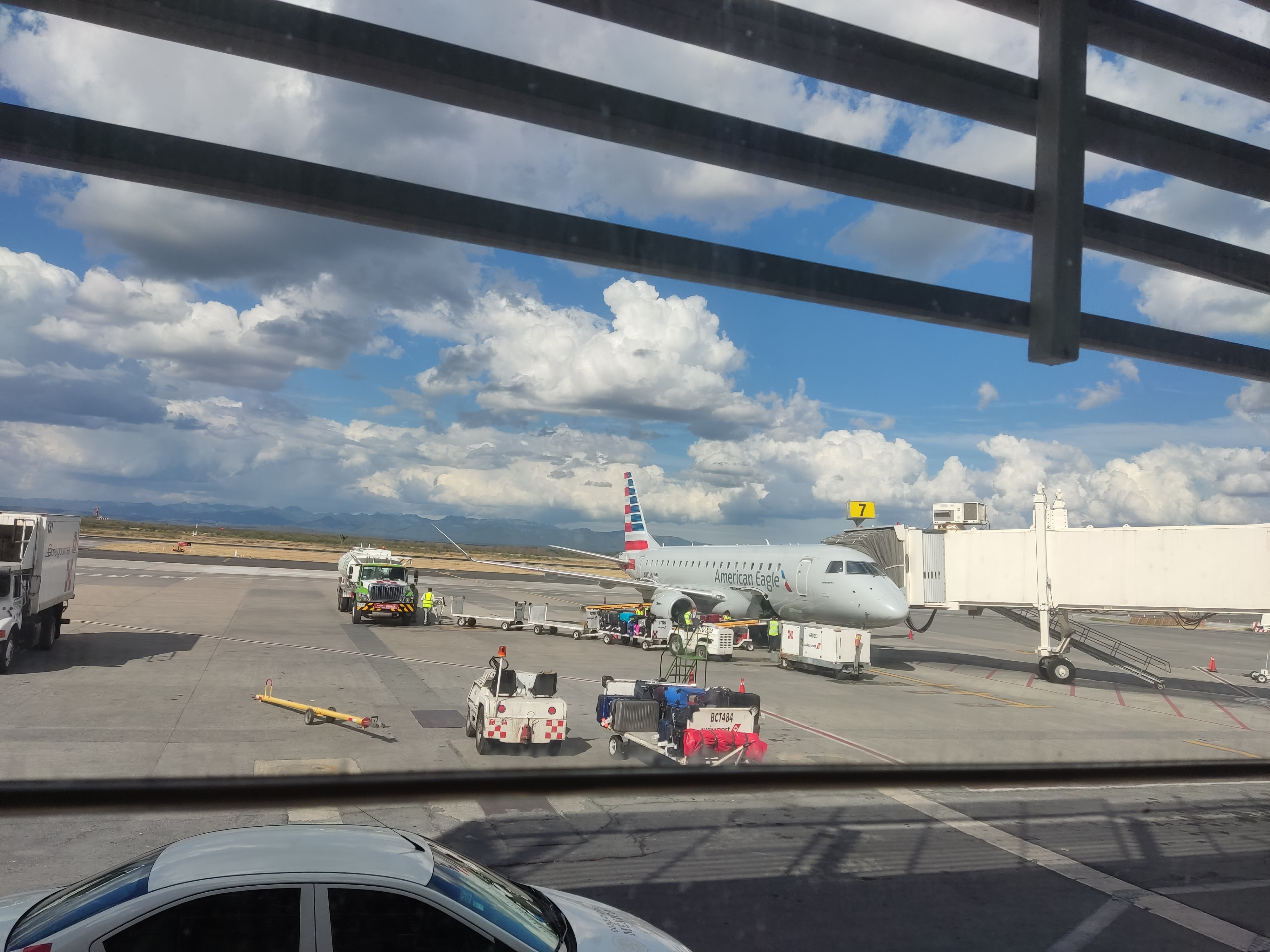
Embraer 170-200LR de American Eagle.

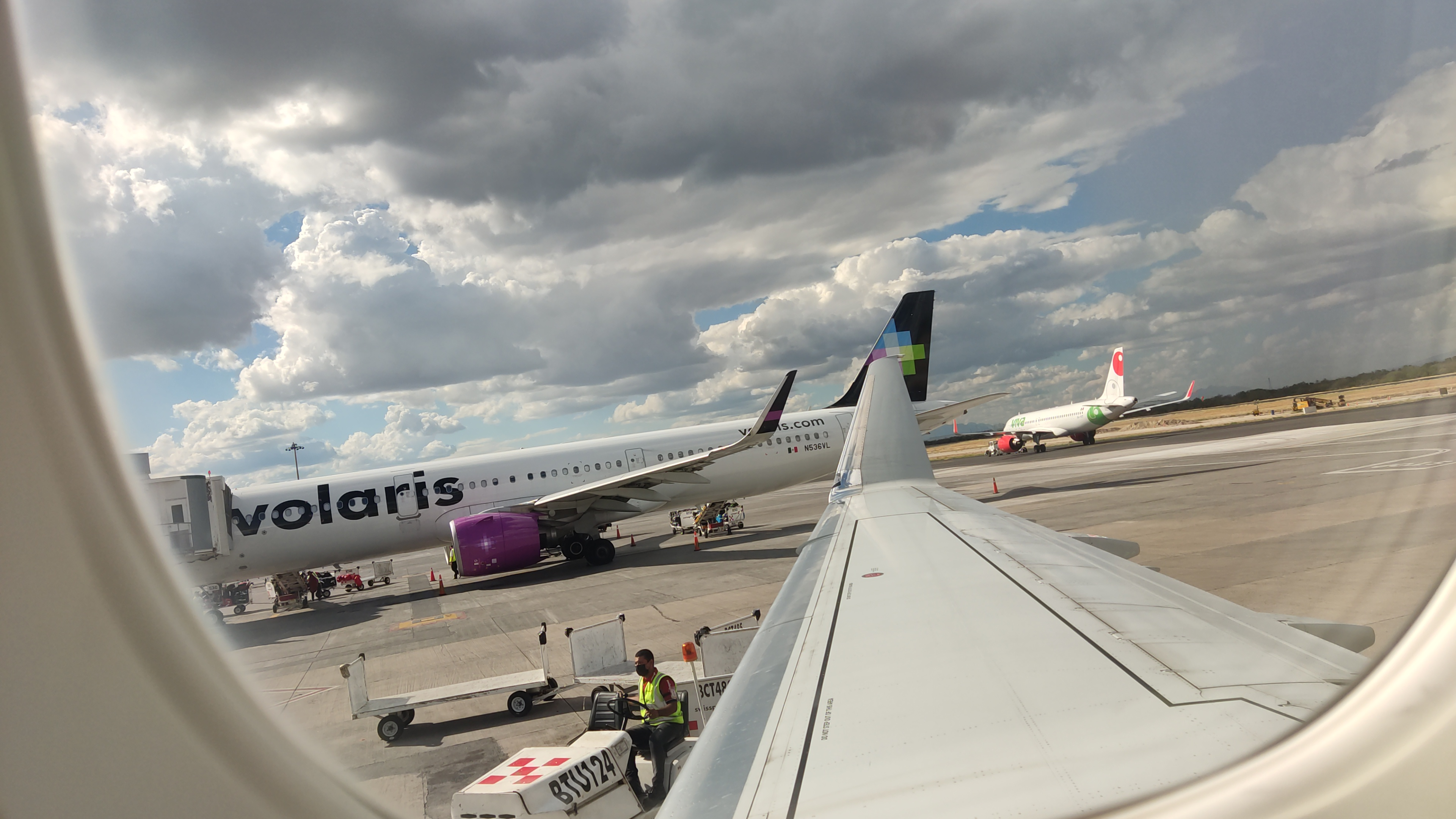
Lado aire de la Terminal A.

El Aeropuerto Internacional de Monterrey (Código IATA: MTY - Código OACI: MMMY - Código DGAC: MTY), oficialmente Aeropuerto Internacional General Mariano Escobedo, es un aeropuerto ubicado en el kilómetro 24 de la carretera a Miguel Alemán, en los municipios de Apodaca y Pesquería, es el principal puerto de entrada aérea al estado de Nuevo León y junto al Aeropuerto Internacional del Norte se encarga de las operaciones nacionales e internacionales de la Zona metropolitana de Monterrey. El aeropuerto cuenta con dos pistas de aterrizaje. La 11/29 tiene 3,000 metros de largo con superficie de Concreto Asfáltico Tipo SMA y el 16/34 cuenta con 1,801 metros de largo y con superficie de Concreto Asfáltico. El Aeropuerto Internacional de Monterrey es el más importante del Grupo Aeroportuario Centro Norte.
El aeropuerto es considerado como uno de los aeropuertos más modernos de América del Norte ya que posee un diseño que está fundamentado en el ahorro de energía y la conciencia sustentable, atendiendo así a más de 11 millones de pasajeros al año. Actualmente el ochenta y cinco por ciento del tráfico de pasajeros es local, principalmente de la Ciudad de México, Cancún, Guadalajara, Chihuahua, y Tijuana, y el quince por ciento del tráfico de pasajeros es internacional, principalmente de las ciudades estadounidenses de Miami, Dallas y Houston. Cuenta con más de 300 vuelos diarios hacia más de 43 destinos en México, Estados Unidos, Centroamérica y el Caribe. Es considerado el cuarto aeropuerto del país en términos de pasajeros atendidos y operaciones por año, después del Aeropuerto Internacional de la Ciudad de México, del Aeropuerto Internacional de Cancún y del Aeropuerto Internacional de Guadalajara.
El aeropuerto sirve como centro de conexiones de Aeroméxico Connect y Viva con un hub secundario de Aeroméxico y Volaris. Las terminales del aeropuerto fueron renovadas y expandidas en el 2007 y nuevamente en el 2010.
El aeropuerto fue inaugurado el 25 de noviembre de 1970, aterrizando un Boeing 727 de Mexicana de Aviación.

## Información

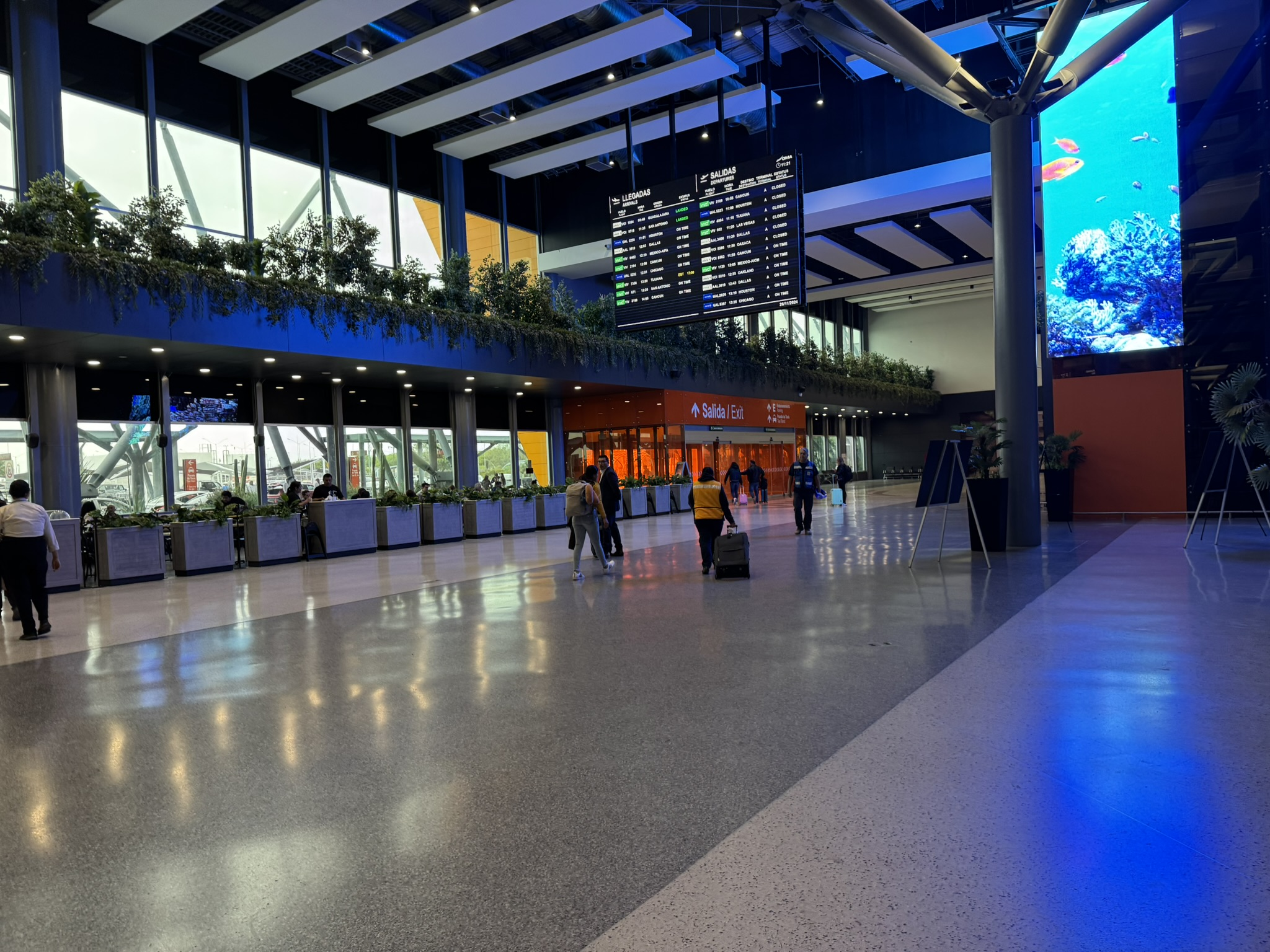
Corredor de la Terminal A del aeropuerto.

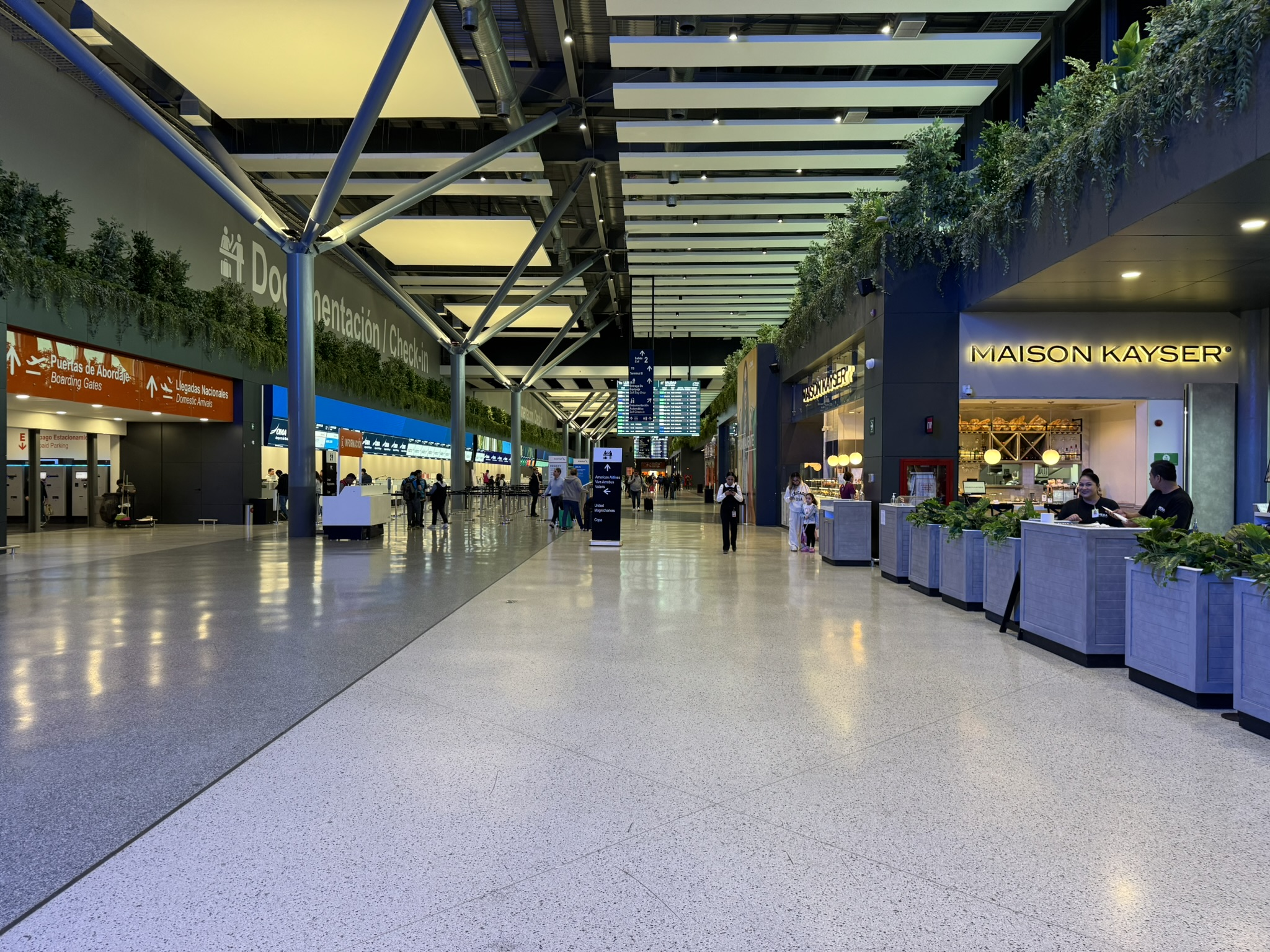
Corredor de la Terminal A del aeropuerto.

El aeropuerto de Monterrey transportó más de seis millones de pasajeros al año (2012); es el más importante de OMA y ocupa el cuarto lugar a nivel nacional por el número de operaciones y pasajeros atendidos.
El aeropuerto de Monterrey recientemente inauguró la Terminal de Carga Aérea, misma que dispone de un área de 60 mil metros cuadrados para operaciones. Ningún otro aeropuerto de México cuenta con instalaciones de tal magnitud y mucho menos pensadas específicamente para el transporte de carga vía aérea.
La terminal del aeropuerto de Monterrey ha sido recientemente remodelada en su imagen e instalaciones con el fin de brindar a sus usuarios instalaciones agradables y eficientes. Entre otras innovaciones destacan los mostradores automáticos para auto-documentación de los pasajeros, módulos de acceso a internet, las nuevas salas vip y para pasajeros en vuelos de conexión y regionales. Con estos esfuerzos el aeropuerto de Monterrey se coloca a la vanguardia en el desarrollo de instalaciones aeroportuarias en México.
El aeropuerto cuenta con servicio directo hacia múltiples destinos en México, Estados Unidos, Centroamérica y el Caribe, sirviendo como el principal hub de Aeroméxico Connect, Magnicharters y Viva, y sub-base de Aeroméxico.
El aeropuerto transportó a 8,269,834 de pasajeros en 2021, mientras que en 2022 transportó a 10,943,186 de pasajeros según el Grupo Aeroportuario Centro Norte.
En julio de 2022 se dio a conocer que la empresa Vinci Airports adquirió el 30% de Grupo OMA, que se encarga de la administración de 13 aeropuertos en el país. En diciembre de 2022, el cónsul general de Francia en Monterrey, Guillaume Pierre, hizo el anuncio formal de esta adquisición. El cónsul mencionó que esta compañía forma parte del proceso de ampliación que está teniendo el Aeropuerto de Monterrey, la cual se espera concluya en el 2023.
El aeropuerto recibe el nombre de General Mariano Escobedo, un destacado militar nacido en el Municipio de Galeana, Nuevo León que luchó durante la Intervención estadounidense en México y la Guerra de Reforma.

## Beneficios
- 1278 pies de altura.
- Conexiones que evitan el Valle de México.
- Aeroméxico Connect opera aviones Embraer E190 en configuración 2-2 de cabina. Notar que algunos vuelos son en Aeroméxico con Boeing 737.[5]

## Terminales

### Terminal A
Consiste en un edificio con mostradores, bandas de reclamo de equipaje, áreas de compras, restaurantes, aduanas, oficinas del aeropuerto y de aerolíneas, y muchos otros servicios, mientras el edificio satélite se conecta por medio de un túnel subterráneo que contiene todas las salas de espera VIP, migración entre otros servicios así como las puertas de abordaje. El edificio satélite, se divide en dos salas, la sala Norte para vuelos locales (Puertas A1-A15), mientras que la sala Sur comprende todos los vuelos internacionales que operan en el aeropuerto (Puertas B3-B8). Muchos vuelos son demorados día a día debido a la carencia de posiciones de contacto y hasta de posiciones remotas, como las capaces de recibir aeronaves grandes como el Boeing 767. Sin embargo, la Terminal C y la Terminal B trabajan como un sistema de alivio para esta terminal. Hay planes futuros para remodelar y expandir el edificio satélite, agregando por lo menos 4 nuevas pasarelas de acceso y 3 posiciones remotas.

### Terminal B
Fue inaugurada en septiembre de 2010 y considerada como la segunda terminal aérea más moderna del país. La terminal se compone de 8 puertas, 6 de las cuales están equipadas con pasarelas de acceso y 2 puertas de aproximación que son usadas por la aerolínea alimentadora de Aeroméxico, Aeroméxico Connect. La terminal tiene todas las operaciones de los miembros de Sky Team, similar a la Terminal 2 del Aeropuerto Internacional de la Ciudad de México. La terminal del aeropuerto puede atender hasta 2 millones de pasajeros al año, y permite al aeropuerto liberar algunos slots para que nuevas aerolíneas operen en la Terminal A.

### Terminal C
Es un edificio temporal acondicionado como terminal de pasajeros para recibir las operaciones de Viva. Fue inaugurada el 30 de noviembre de 2006 coincidiendo con el arranque de operaciones de la línea de bajo costo. Su capacidad se vio rebasada rápidamente, por lo que incorporó otra banda de reclamo de equipaje. De acuerdo con el plan maestro, la terminal permanecerá a un costado de la terminal de carga siendo ampliada en su totalidad.

### Terminal de Carga Aérea
Dispone de 6 hectáreas para operaciones. Operan importantes empresas de paquetería nacional como extranjeras, entre las que destacan FedEx, UPS y Estafeta.

## Especificaciones
- Terminal A: 9 posiciones de contacto, 12 posiciones remotas
- Terminal B: 6 posiciones de contacto 7 posiciones remotas
- Terminal C: 8 posiciones remotas
- Número de pasarelas de acceso: 9 (Terminal A), 6 (Terminal B)
- Número de bandas de reclamo de equipaje: 4
- Salones en Terminal A:
  - American Express Centurion (Planta Baja)
  - Salón Beyond (Citibanamex) (Planta Baja)
  - OMA Premium Lounge (Planta Baja)
- Salones en Terminal B:
  - Salón Premier de Aeroméxico (Planta Baja)
  - American Express Centurión (Zona pública)
  - OMA Premium Lounge
- Salones en Terminal C:
  - OMA Premium Lounge
- Área de Comida Rápida (Planta Baja y Primer Piso)
- Aduana (Área de Llegadas)
- Renta de autos y Taxi (Área de Llegadas y Salidas de cada terminal)
- Autobuses (Área de Llegadas y Salidas de cada terminal)
- Tienda libre de impuestos (Planta Baja y Primer Piso)
- Estacionamiento

Terminal EAG:
- Plataforma de aviación general
- Sala VIP
- Sala de pilotos
- Salón de pasajeros

## Trabajos de expansión y renovación
El aeropuerto se encuentra desde noviembre de 2019 en trabajos de renovación y expansión de la Terminal A para satisfacer la creciente demanda. El proyecto está planeado para ejecutarse en dos etapas la cual contempla, como primera fase, la expansión del ambulatorio, así como el crecimiento de la zona de documentación con 88 mostradores fijos y 20 automatizados y la construcción del “Ala 1” con una sala de espera equipada con 11 puertas de embarque. En la segunda fase se tiene previsto construir un nuevo punto de inspección con 12 nuevas líneas de atención a pasajeros, con lo que se espera agilizar su tránsito por la zona y, sumado a esto, se construirá el “Ala 2” con una sala de espera con 15 puertas de abordaje equipadas con pasillos telescópicos para el embarque y desembarque de pasajeros y la ampliación de las salas de reclamo de equipaje nacional e internacional.
En 2020, Grupo Aeroportuario del Centro Norte (OMA) aumentó la inversión que realizará a la expansión del aeropuerto de Monterrey, pues ahora destinará seis mil 740.8 millones de pesos, 58.8 por ciento más que la anunciada a finales del año anterior. La empresa indicó la primera fase de su proyecto, la cual espera entre en operación en el 2022, contempla la expansión de la Terminal C y la construcción del Ala 1. Con esta ampliación, la capacidad de la Terminal C registrará un incremento de 48.4 por ciento, al pasar de 3.1 millones de pasajeros a 4.6 millones, mientras que el área total de operaciones de la empresa pasará de 61 mil 520 metros cuadrados a 76 mil 943 metros cuadrados, 25 por ciento más. La empresa detalló que la segunda etapa comprende la construcción del Ala 2 y la expansión de áreas públicas y privadas de la Terminal A, las cuales esperan entren en operación durante el 2025.
En diciembre de 2022, el cónsul de Francia en Monterrey, Guillaume Pierre, anunció que Vinci Airports forma parte del proceso de ampliación que está teniendo el Aeropuerto de Monterrey.

## Aerolíneas y destinos

### Pasajeros
La Terminal A se divide en dos zonas la Norte (A) donde parten vuelos nacionales, en las puertas 1-15; y la zona Sur (B) desde donde parten los internacionales, puertas 3-8. En las Terminales B y C se ofrecen tanto destinos nacionales como internacionales. Actualmente operan 17 aerolíneas ofreciendo 70 destinos.
| Destinos por aerolínea                                                                                              | Destinos por aerolínea | Destinos por aerolínea | Destinos por aerolínea |
| Aerolínea | Destinos | Terminal/ Sala         | Alianza                |
| --- | --- | ---------------------- | ---------------------- |
| Aeroméxico | Ciudad de México, Madrid, Seúl–Incheon Estacional: Denver, Las Vegas, Miami, Nueva York-JFK, Orlando, Tokio-Narita | B                      | SkyTeam                |
| Aeroméxico Connect                                                                                                  | Atlanta, Ciudad de México–AIFA, Detroit Estacional: Salt Lake City (reinicia el 18 de diciembre de 2025) | B                      | SkyTeam                |
| Aerus | Brownsville/South Padre Island, Laredo, Monclova, Piedras Negras, Saltillo, San Luis Potosí | B                      | N/A                    |
| Air Canada | Toronto-Pearson | A Sur                  | Star Alliance          |
| Alaska Airlines | Los Ángeles (finaliza el 3 de octubre de 2025) | A Sur                  | Oneworld               |
| American Airlines                                                                                                   | Dallas/Fort Worth | A Sur                  | Oneworld               |
| American Eagle | Dallas/Fort Worth, Miami, Phoenix–Sky Harbor | A Sur                  | Oneworld               |
| Avianca | Bogotá (inicia el 26 de octubre de 2025) | ASA                    | Star Alliance          |
| Copa Airlines | Ciudad de Panamá–Tocumen | A Sur                  | Star Alliance          |
| Delta Air Lines | Atlanta | B                      | SkyTeam                |
| Magnicharters | Acapulco, Cancún, Chihuahua, Huatulco, Ixtapa-Zihuatanejo, Mazatlán, Puerto Vallarta, San José del Cabo Estacional: Cozumel, Palenque, Tuxtla Gutiérrez | A Norte                | N/A                    |
| Magnicharters | Las Vegas, Orlando Estacional: Punta Cana, Varadero | A Sur                  | N/A                    |
| Mexicana de Aviación                                                                                                | Ciudad de México–AIFA | A                      | N/A                    |
| TAR | Aguascalientes | B                      | N/A                    |
| United Airlines | Houston-Intercontinental | A Sur                  | Star Alliance          |
| United Express | Chicago-O'Hare, Houston-Intercontinental, San Francisco | A Sur                  | Star Alliance          |
| Viva | Cancún, Ciudad de México, Ciudad de México–AIFA, Guadalajara, Toluca, Tijuana, Tulum | A Norte                | N/A                    |
| Viva | Austin, Bogotá, Chicago–O'Hare, Dallas/Fort Worth, Denver, Houston-Intercontinental, La Habana, Las Vegas, Los Ángeles, Miami, Oakland, Orlando, San Antonio, San José (CR) (inicia el 30 de octubre de 2025) | A Sur                  | N/A                    |
| Viva | Acapulco, Chihuahua, Ciudad Juárez, Ciudad Obregón, Cozumel, Culiacán, Durango (reinicia el 3 de noviembre de 2025), Hermosillo, Huatulco, La Paz, León/El Bajío, Los Mochis, Mazatlán, Mérida, Mexicali, Morelia, Oaxaca, Puebla, Puerto Vallarta, Querétaro, San José del Cabo, Tampico, Tapachula, Tuxtla Gutiérrez, Veracruz, Villahermosa Estacional: Ixtapa-Zihuatanejo, Puerto Escondido | C                      | N/A                    |
| Volaris | Cancún, Ciudad de México, Ciudad Juárez, Culiacán, Guadalajara, Hermosillo, La Paz, León/El Bajío, Mérida, Mexicali, Morelia, Oaxaca, Puerto Vallarta, Querétaro, Tijuana, Toluca, Tuxtla Gutiérrez | A Norte                | N/A                    |
| Total: 70 destinos (41 nacionales, 29 internacionales), 17 aerolíneas (8 nacionales, 9 internacionales), 3 alianzas | |                        |                        |

Notas
1. ↑  El vuelo de Viva Aerobus con destino La Paz hace escala en Culiacán.

### Carga

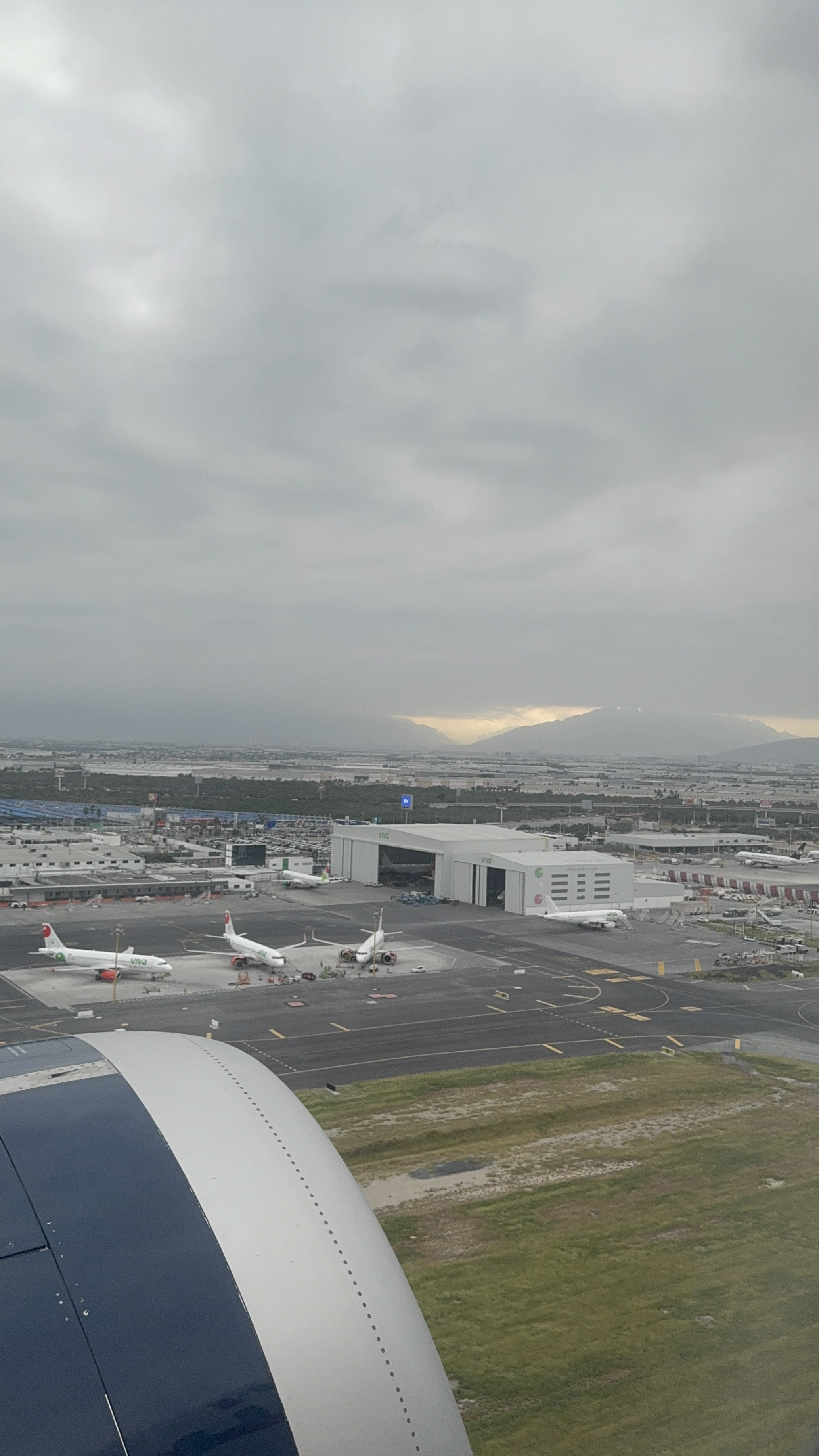
Zona de carga y hangares del aeropuerto.

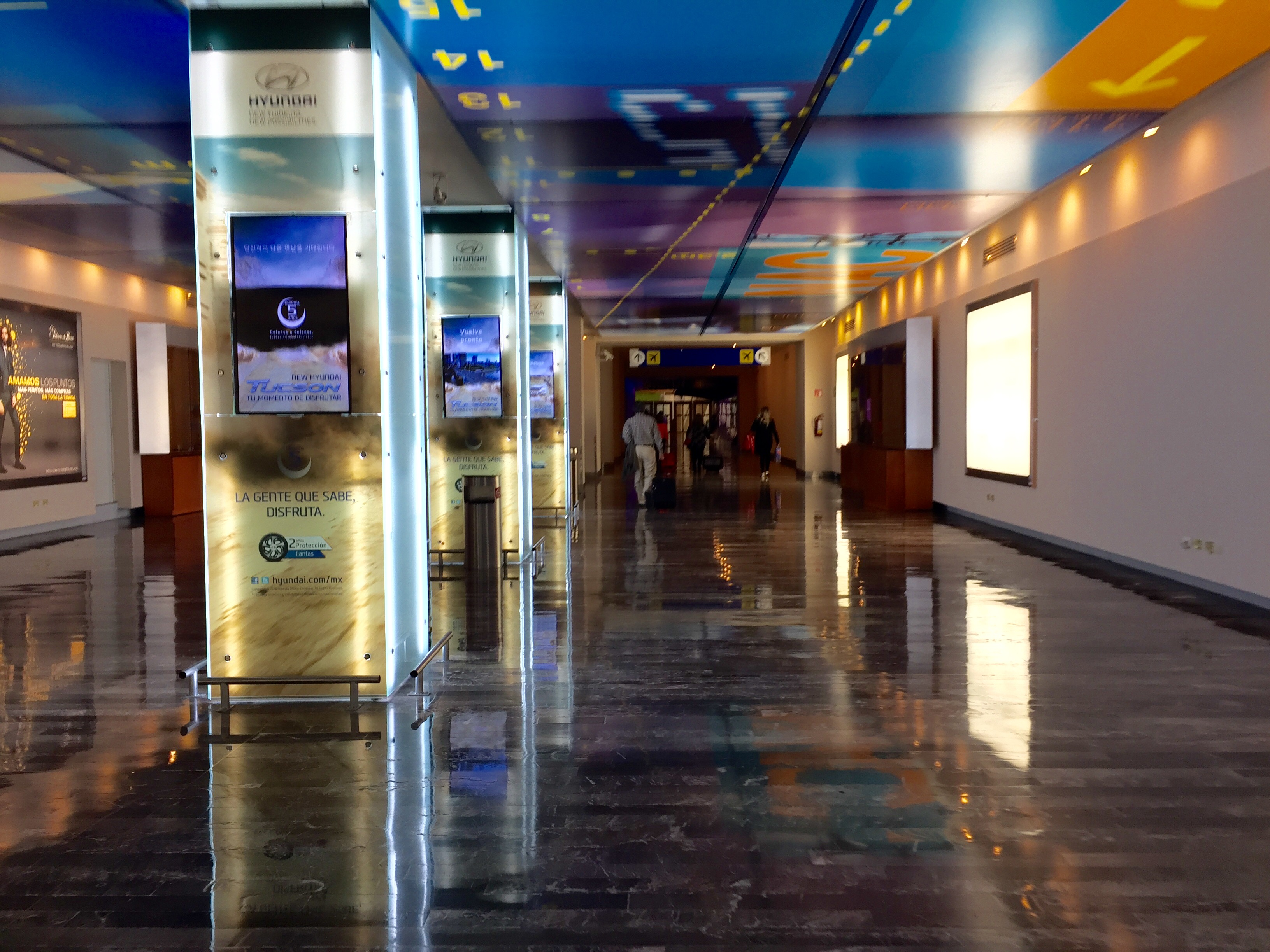
Túnel hacia las salas en la Terminal A.

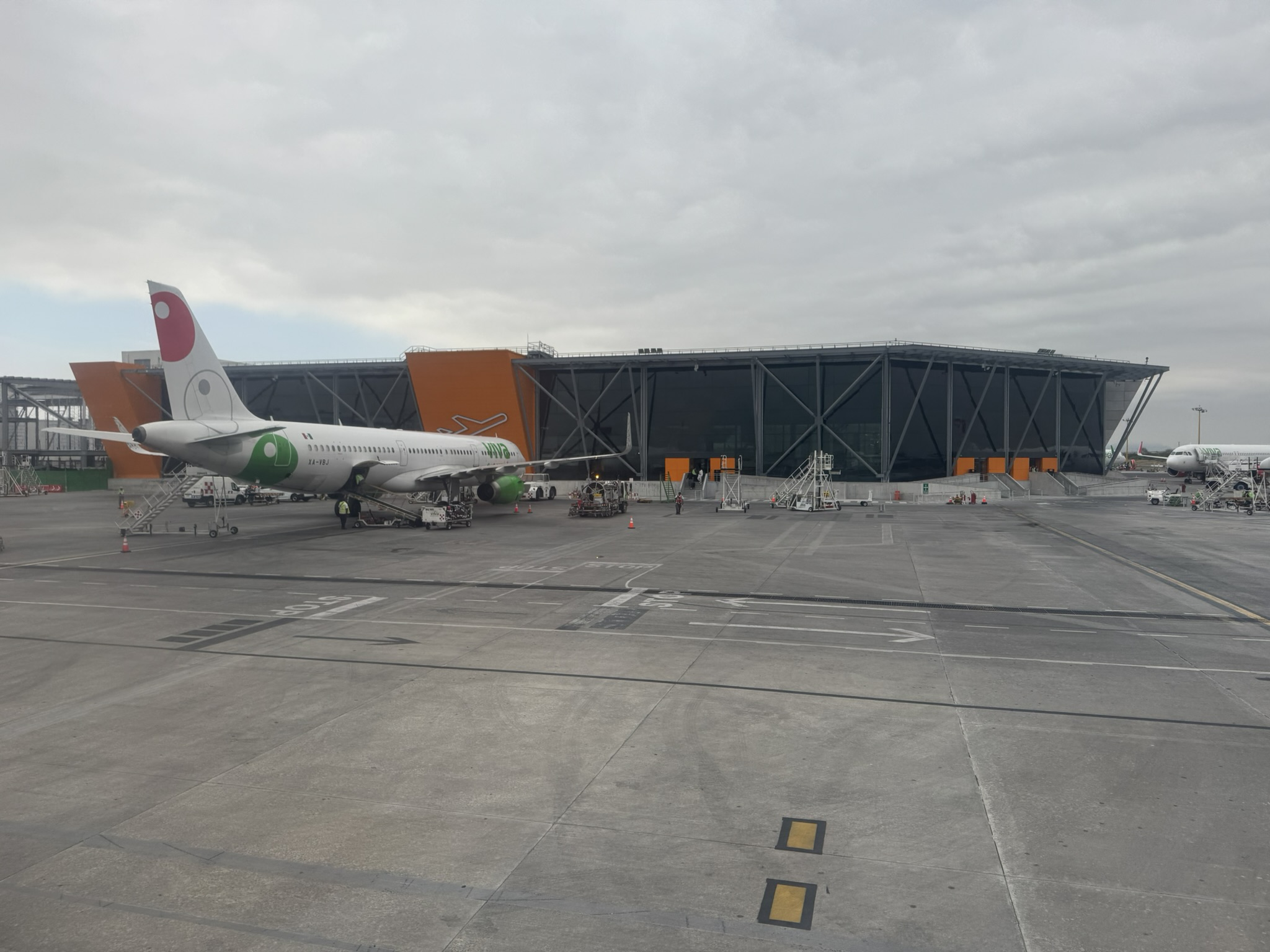
Terminal C del aeropuerto.

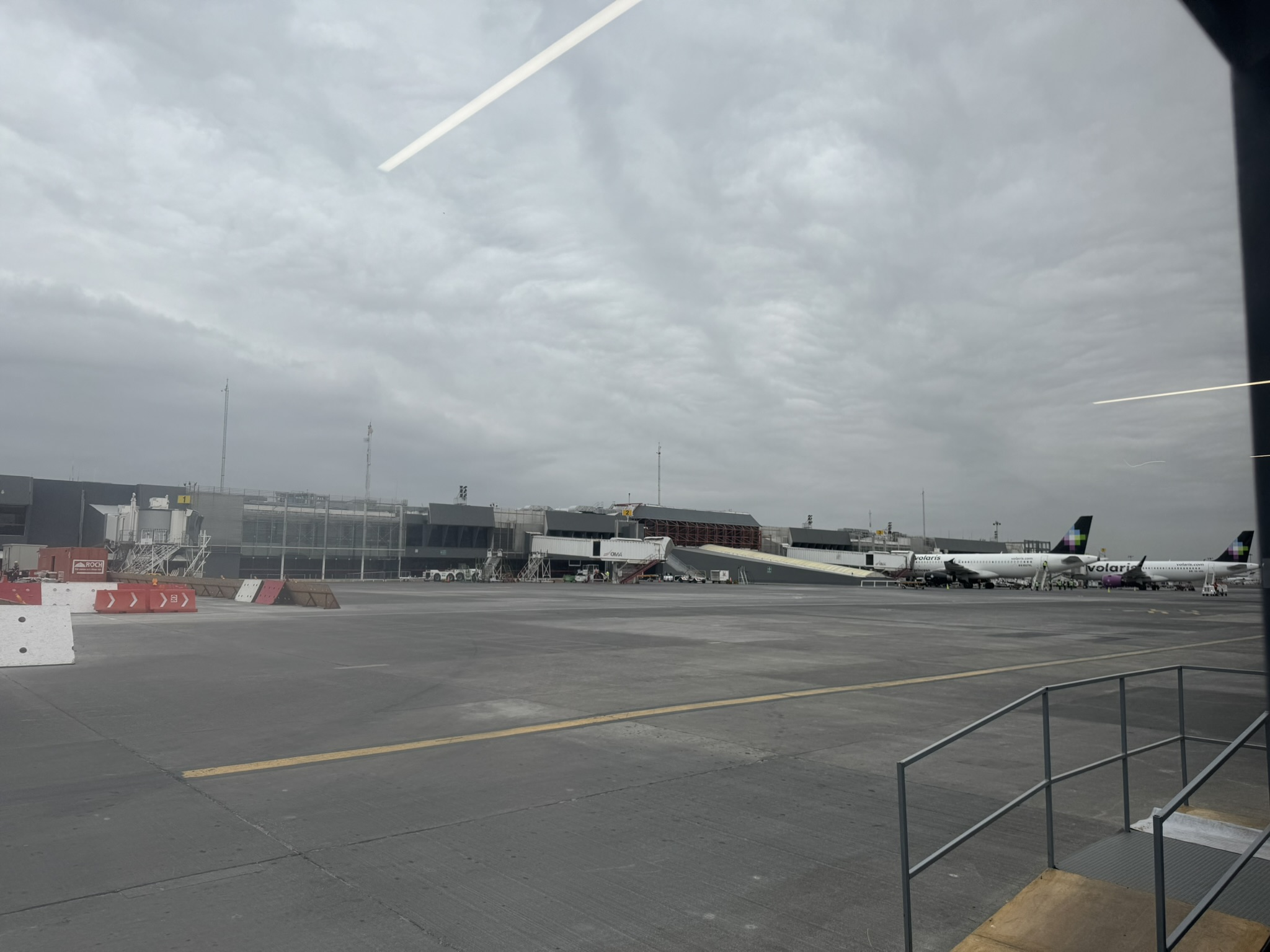
Terminal A del aeropuerto.

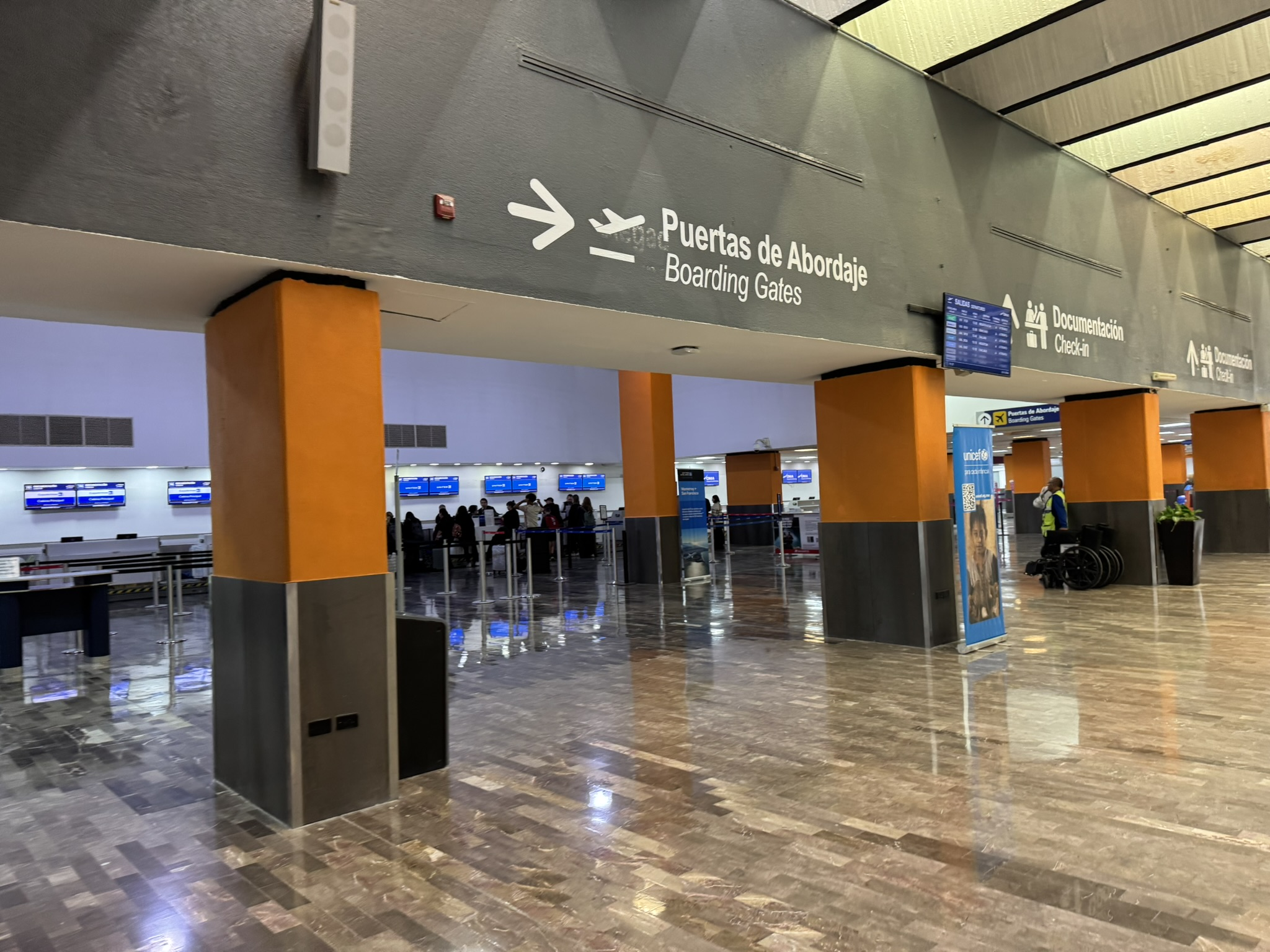
Corredor de la Terminal A del aeropuerto.

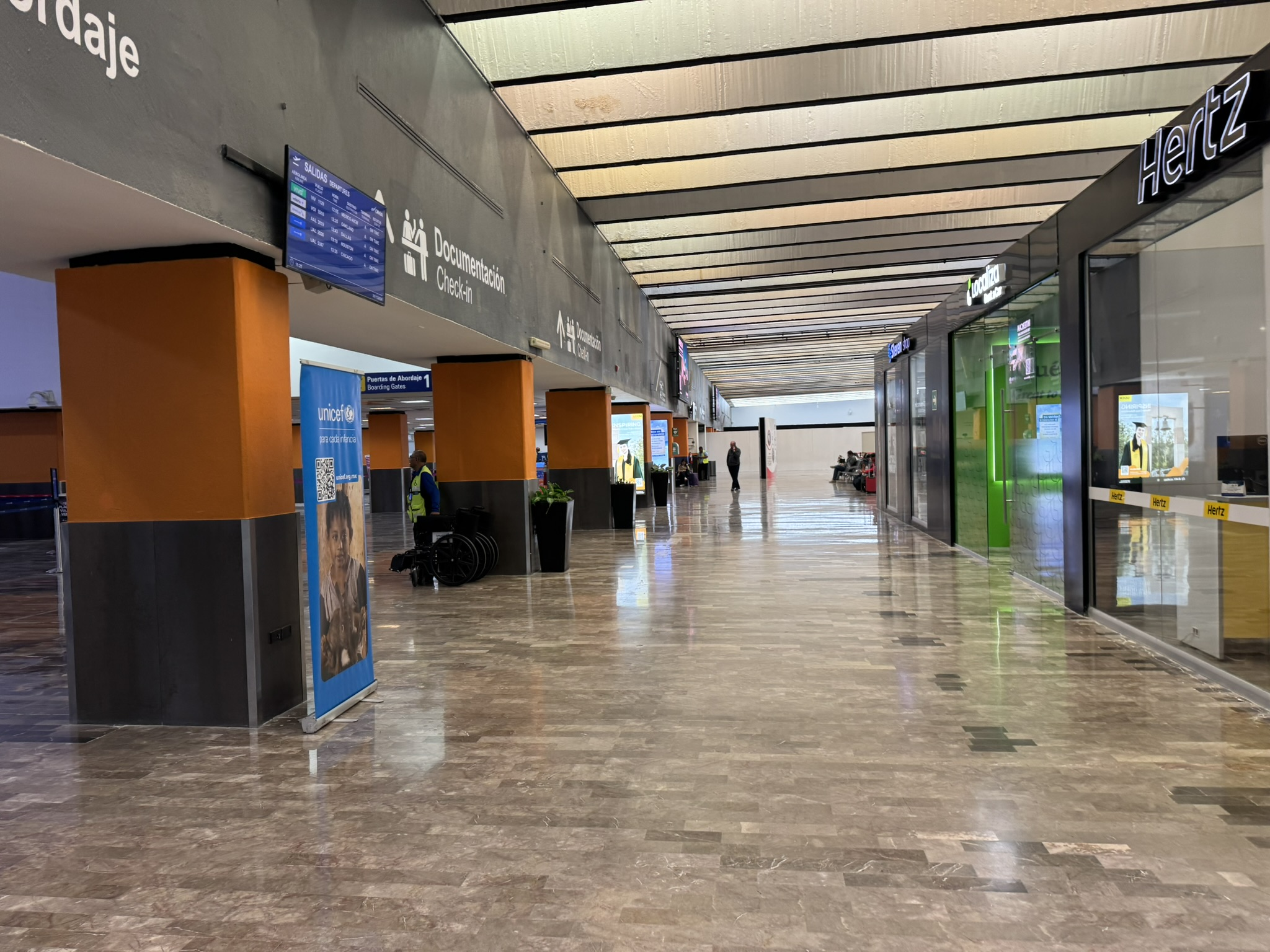
Corredor de la Terminal A del aeropuerto.

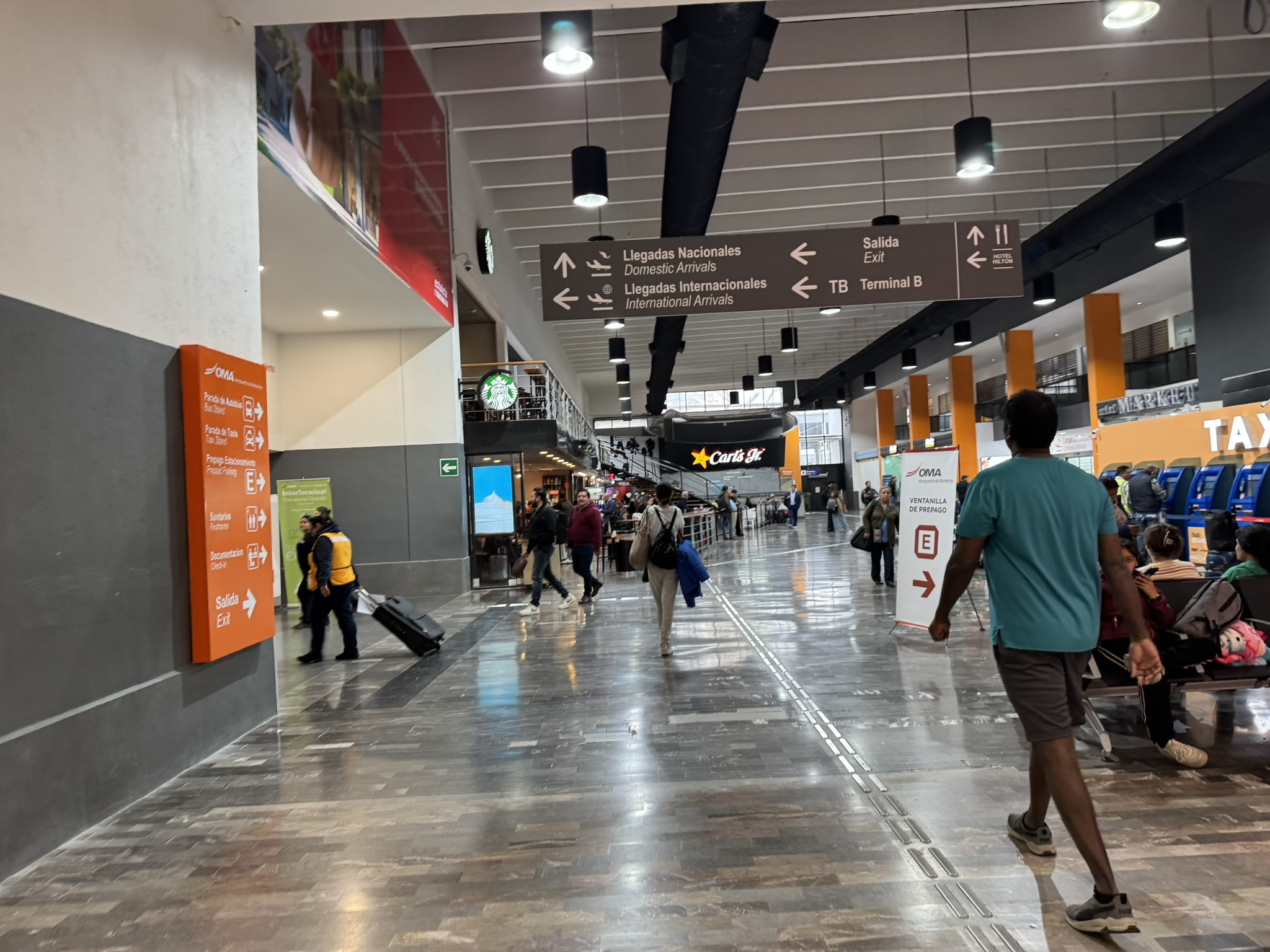
Corredor de la Terminal A del aeropuerto.

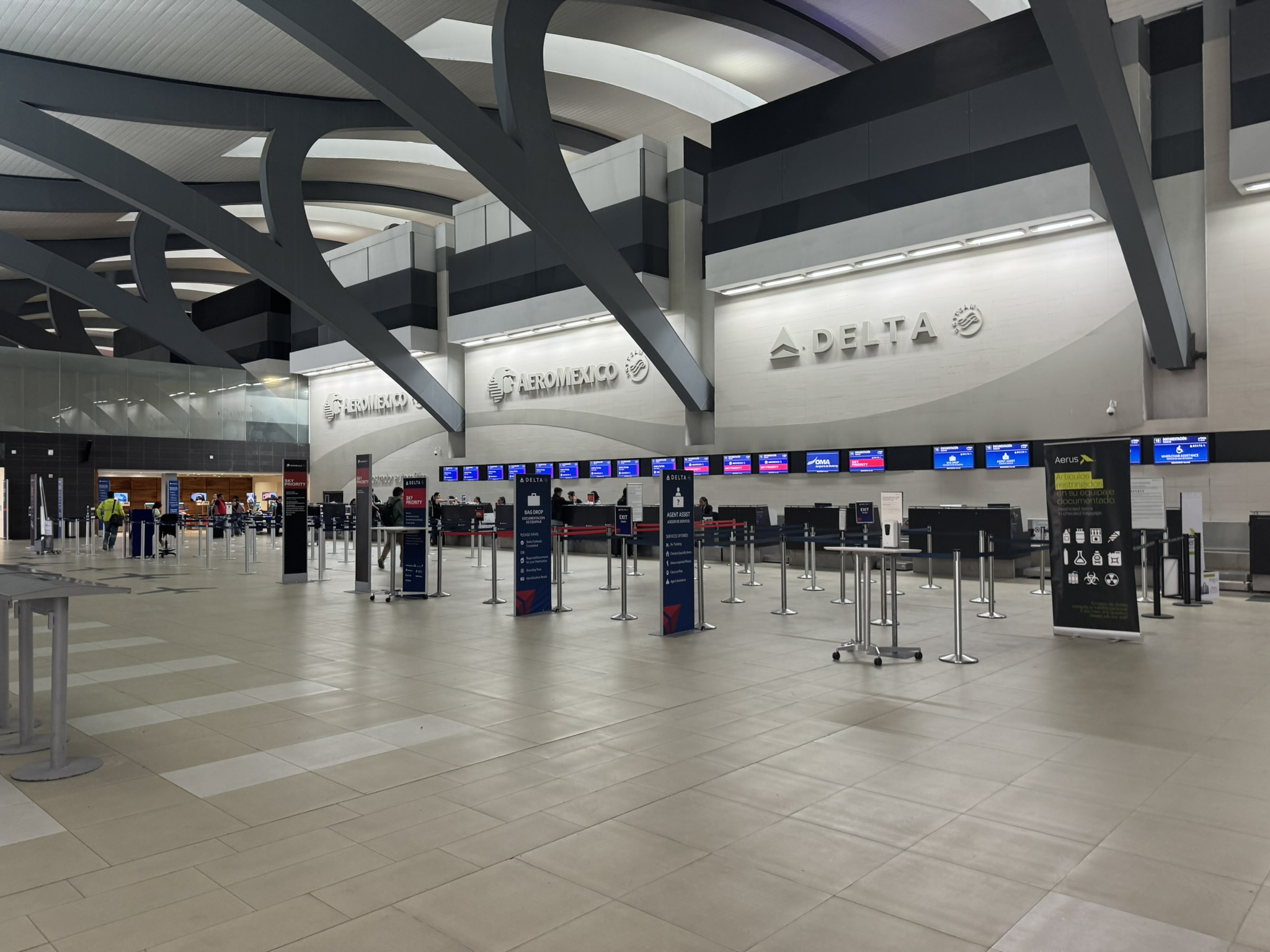
Mostradores de documentación de la Terminal B del aeropuerto.

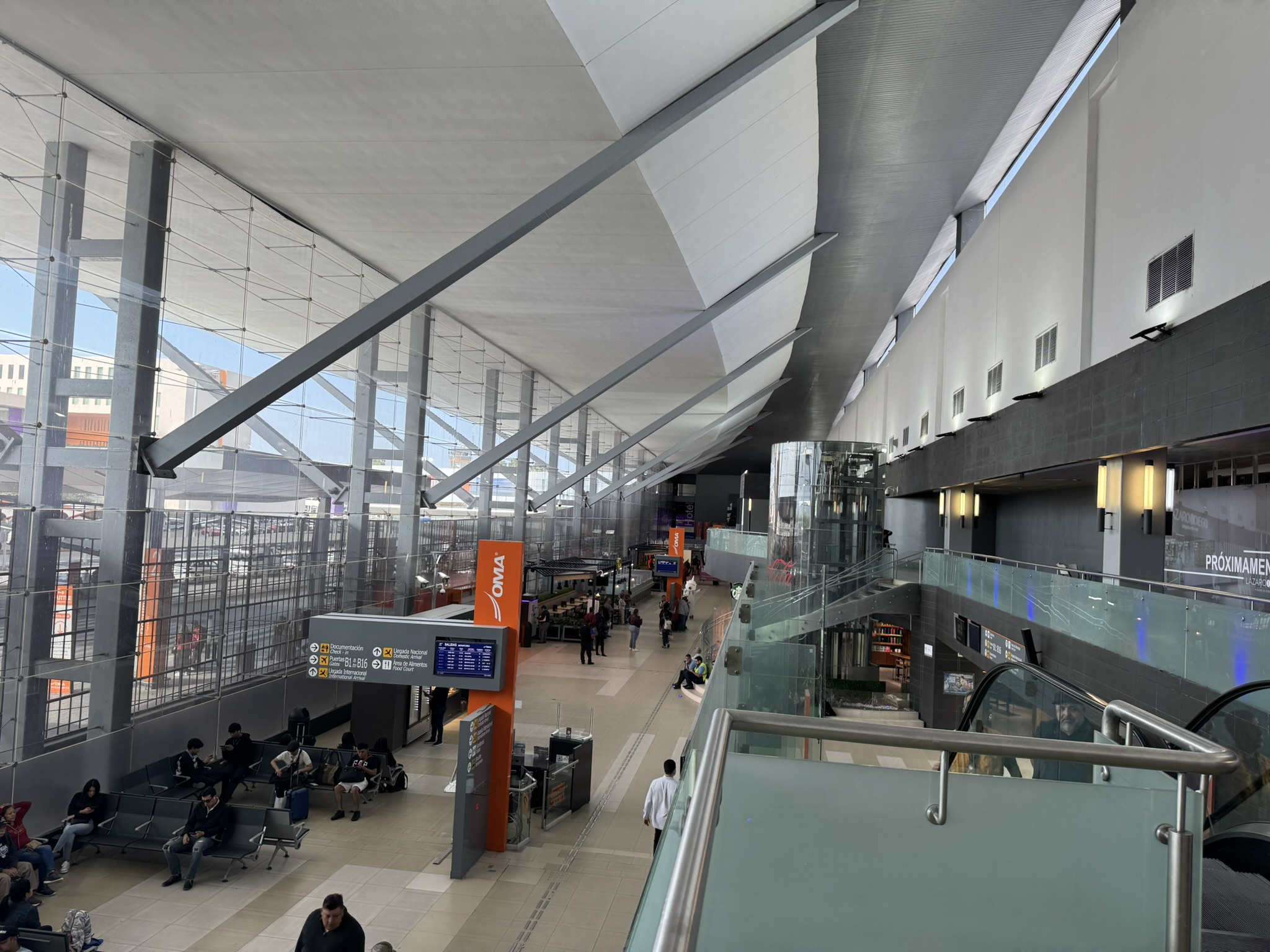
Corredor de la Terminal B del aeropuerto.

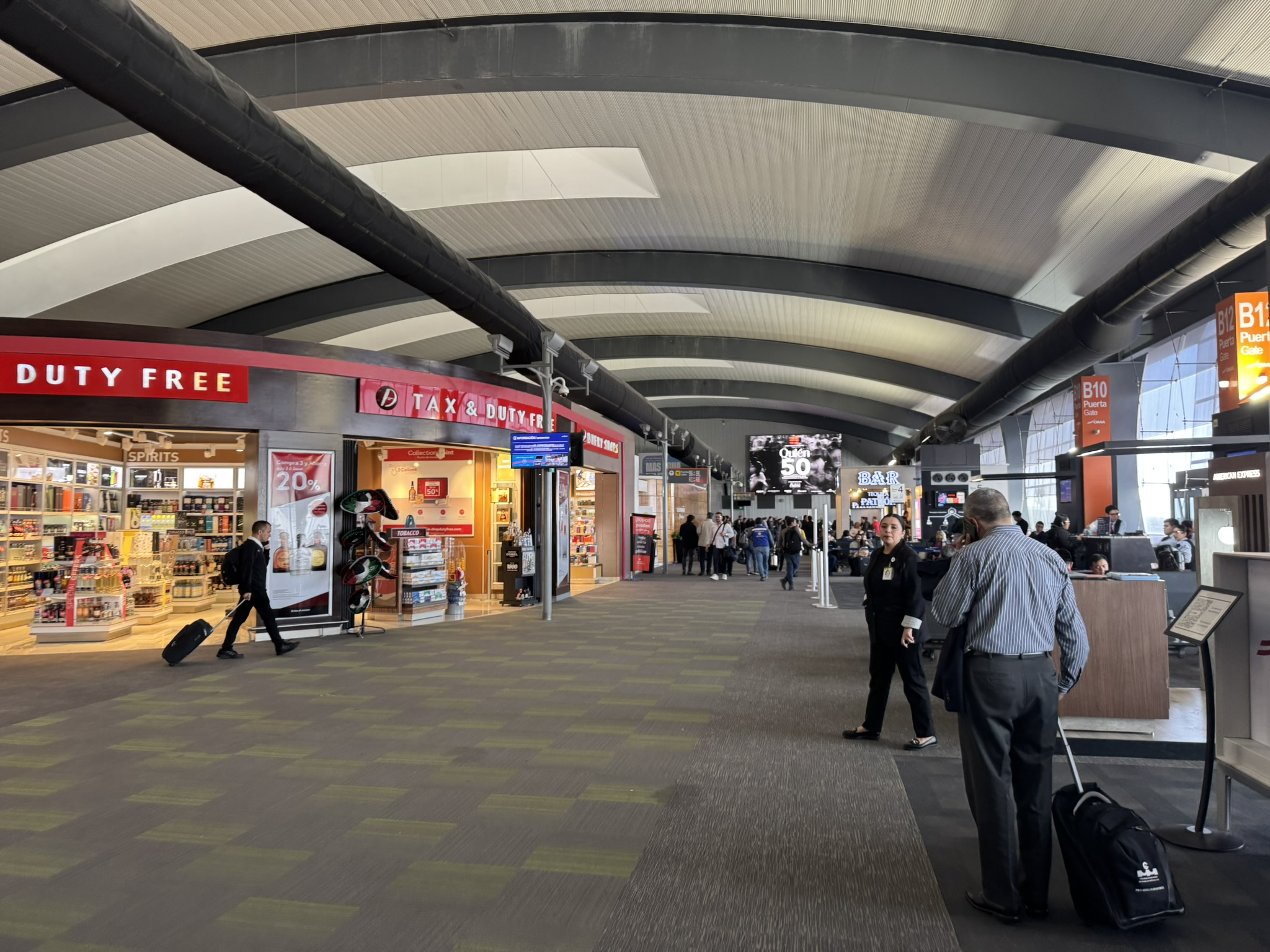
Corredor de la Terminal B del aeropuerto.

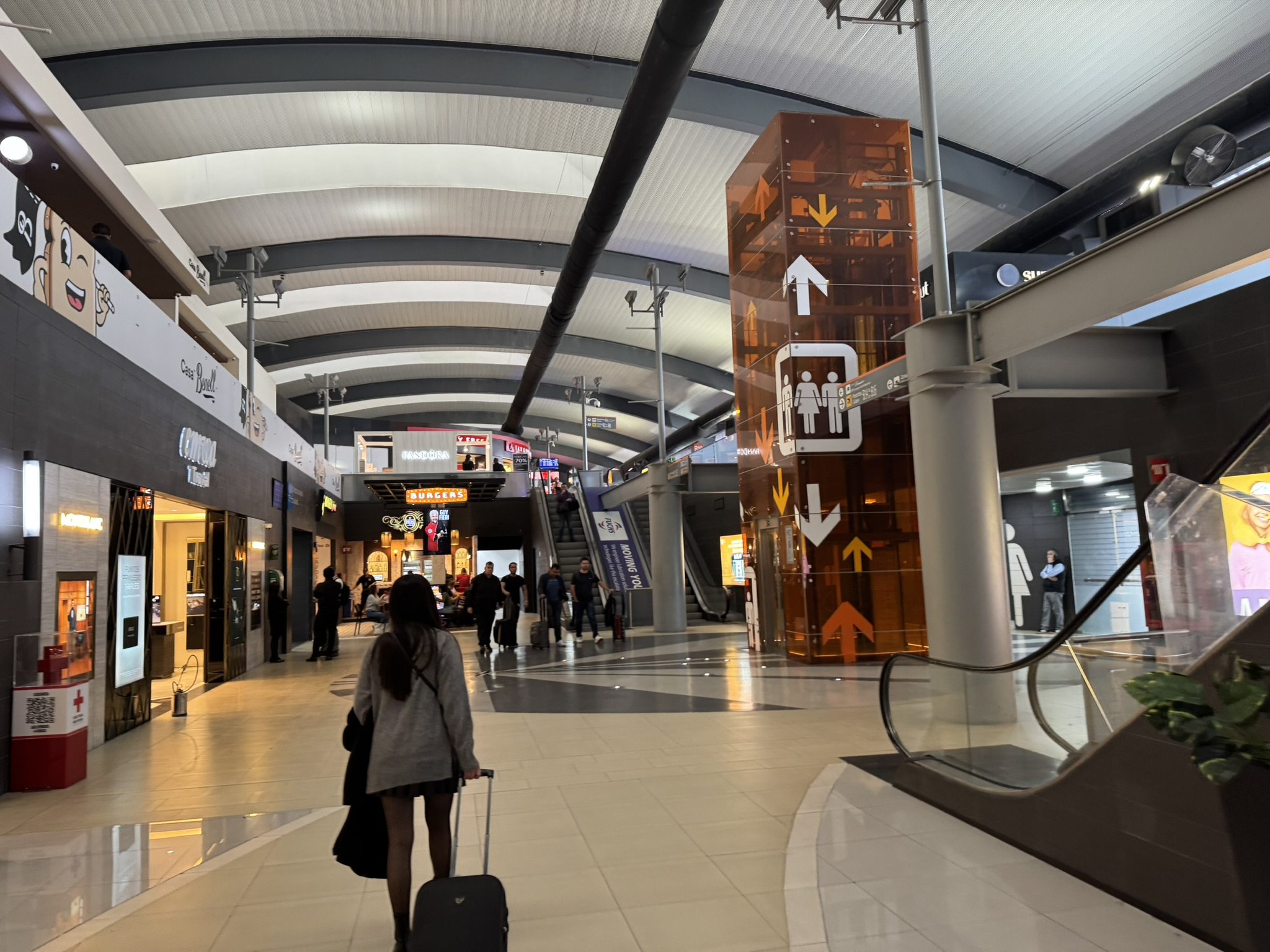
Corredor de la Terminal B del aeropuerto.

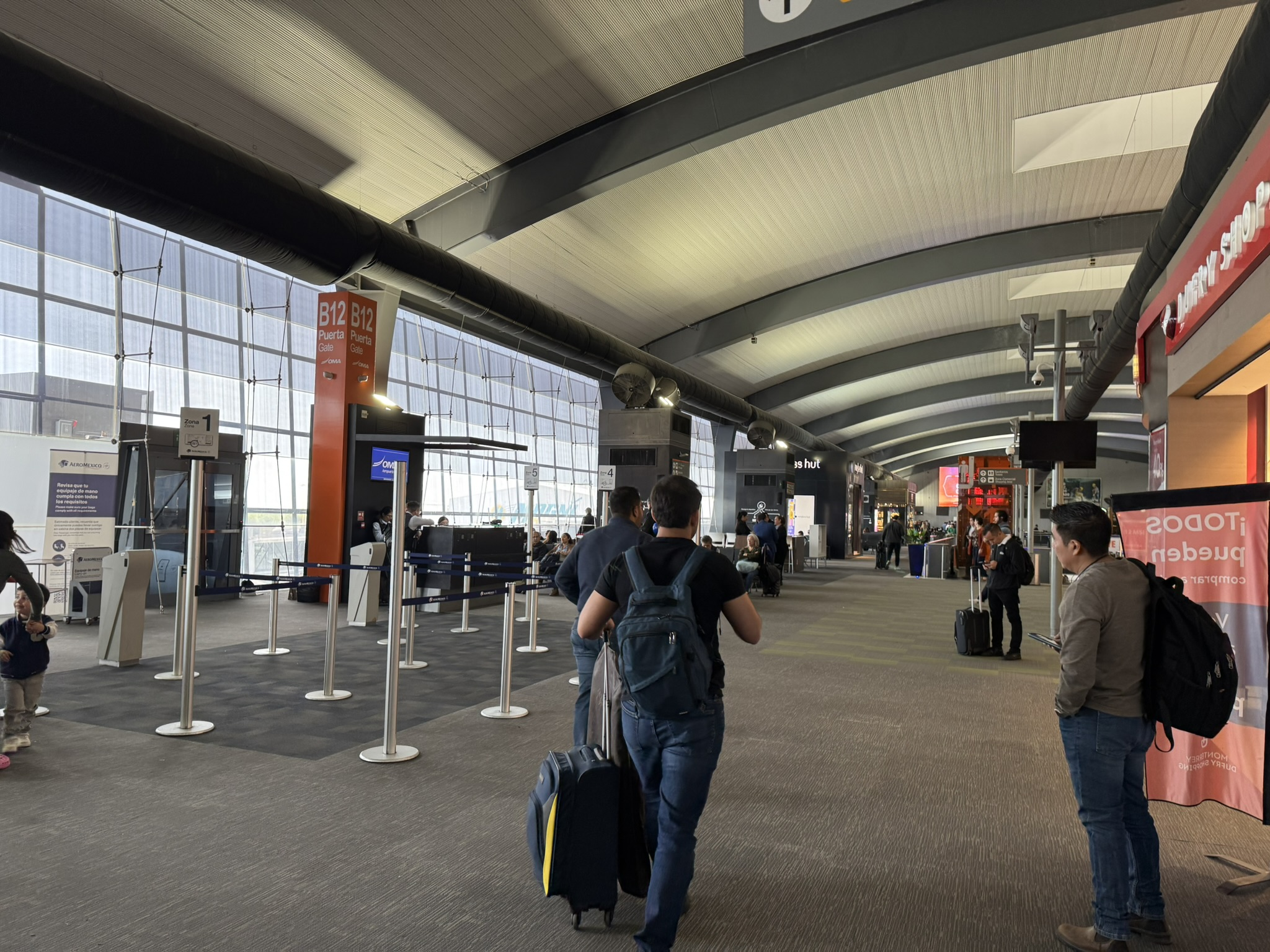
Corredor de la Terminal B del aeropuerto.

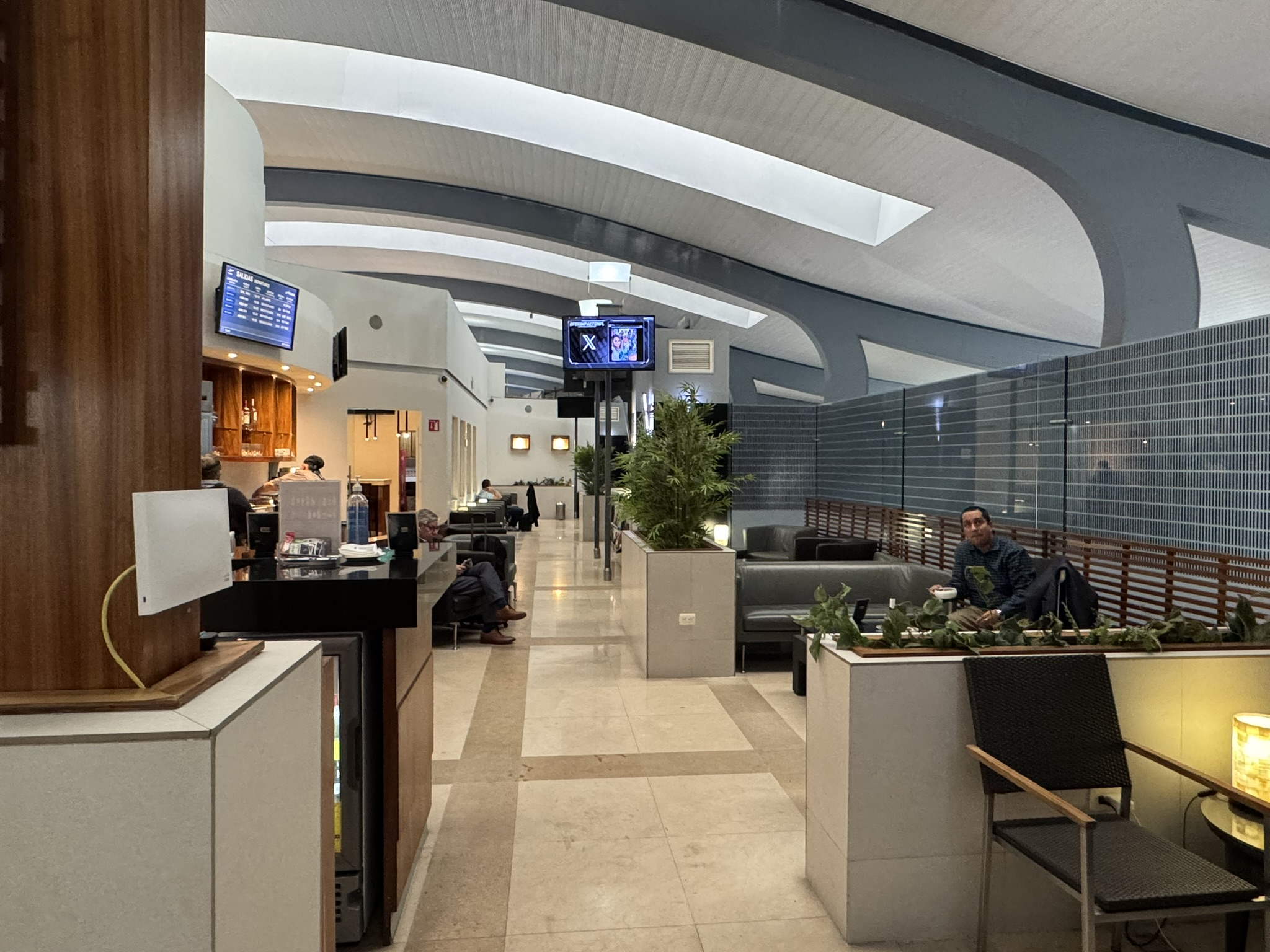
Salón Premier de Aeroméxico en el aeropuerto.

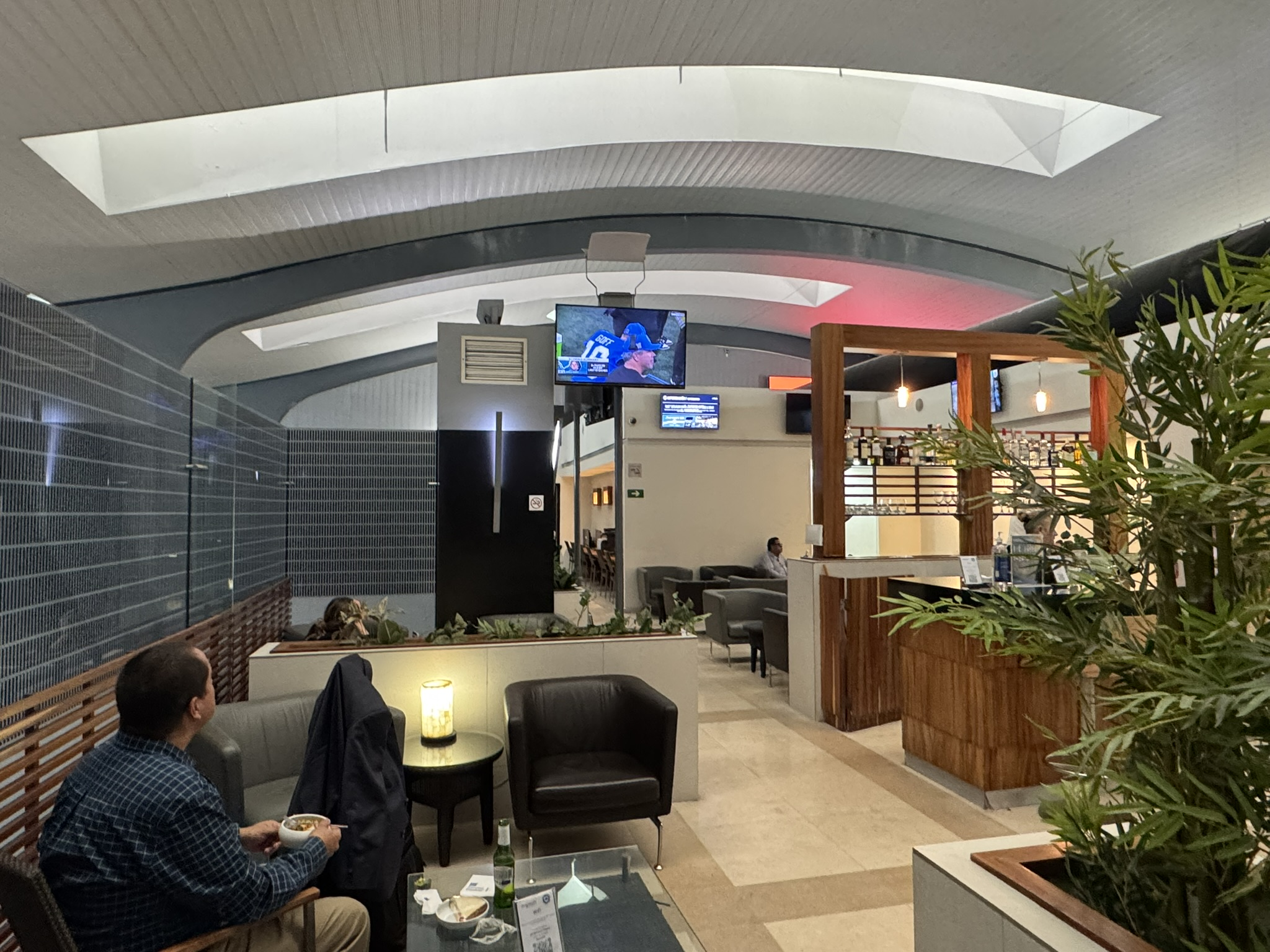
Salón Premier de Aeroméxico en el aeropuerto.

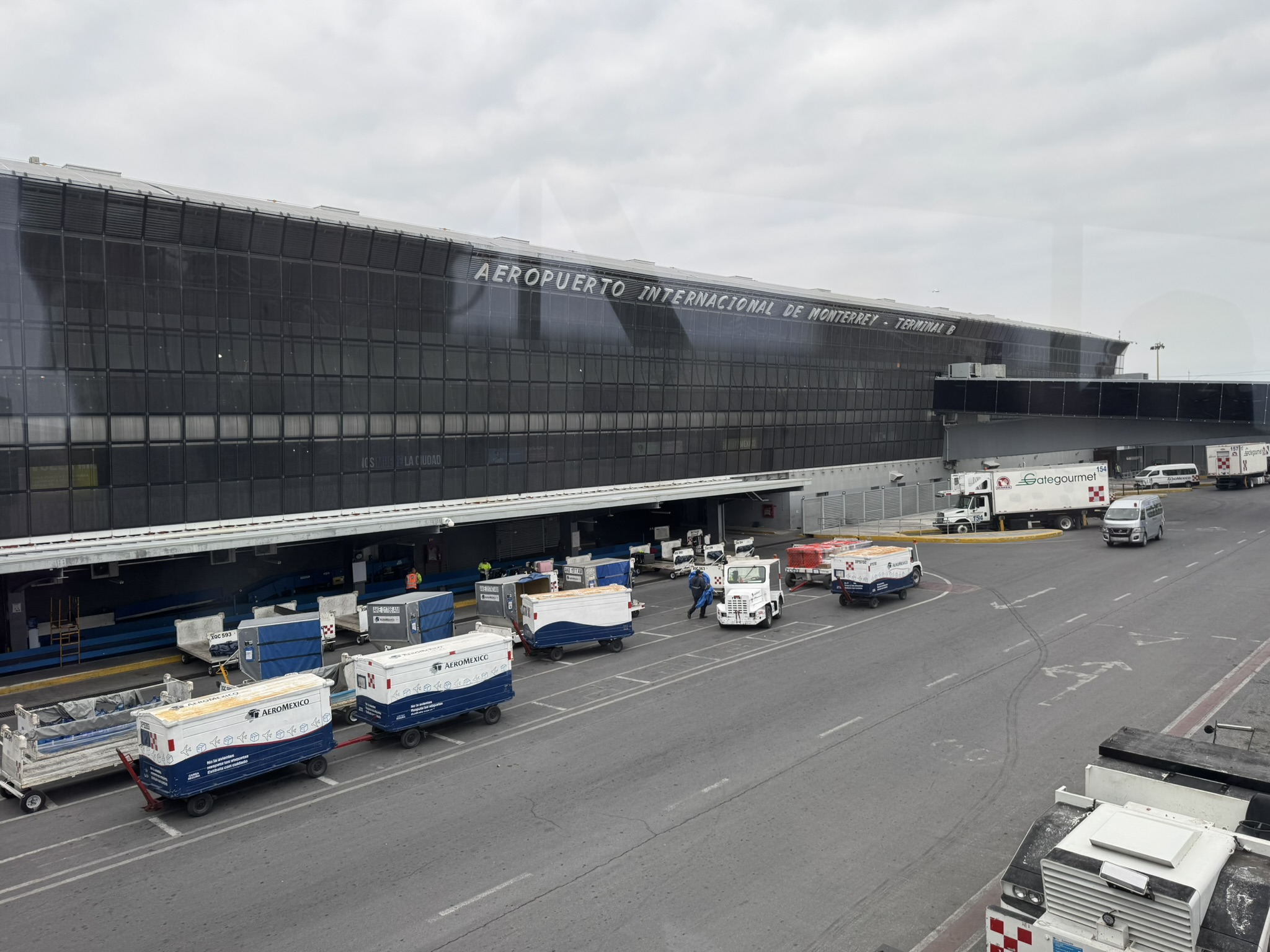
Lado aire de la Terminal B del aeropuerto.

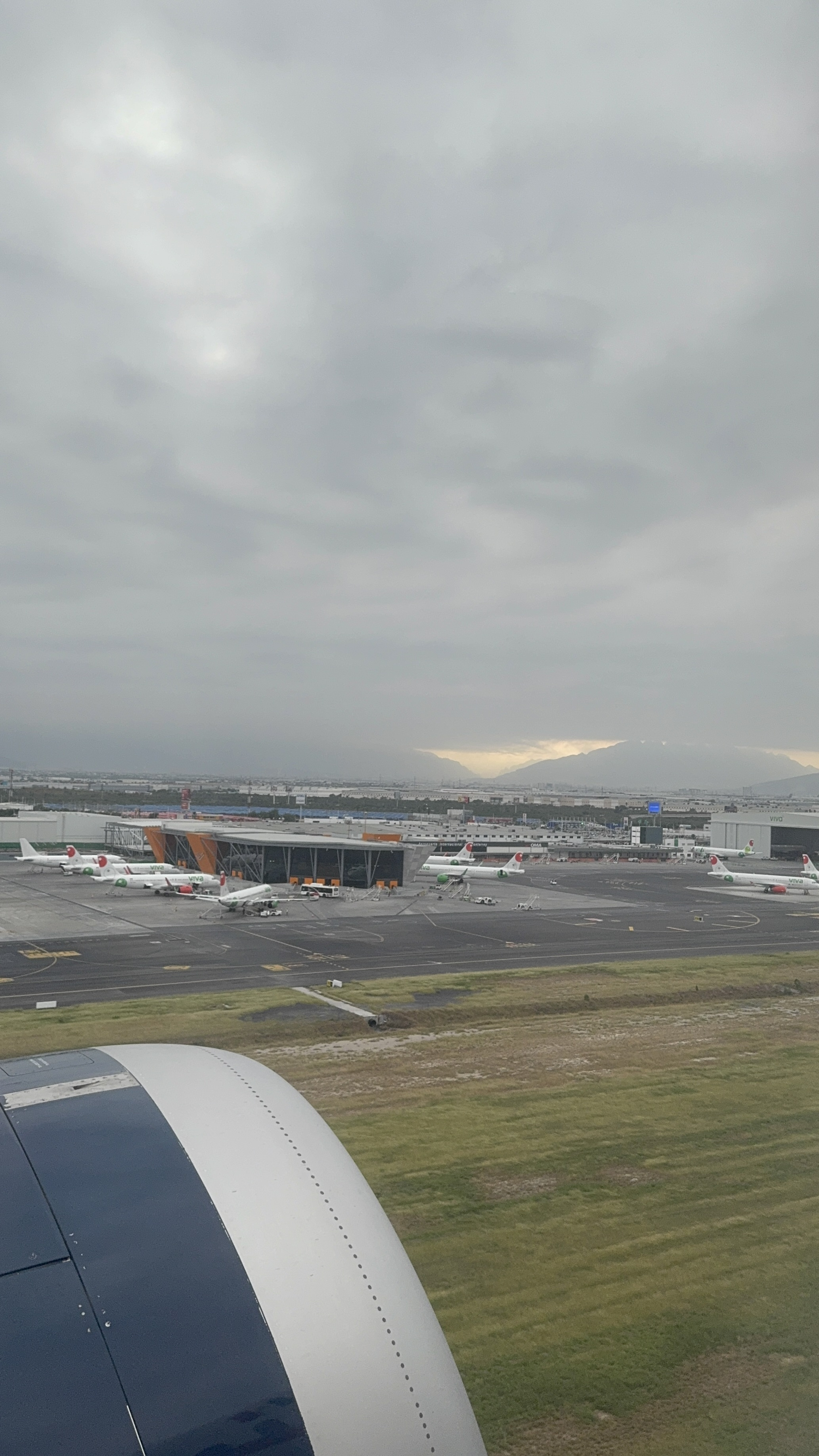
Vista aérea del aeropuerto.

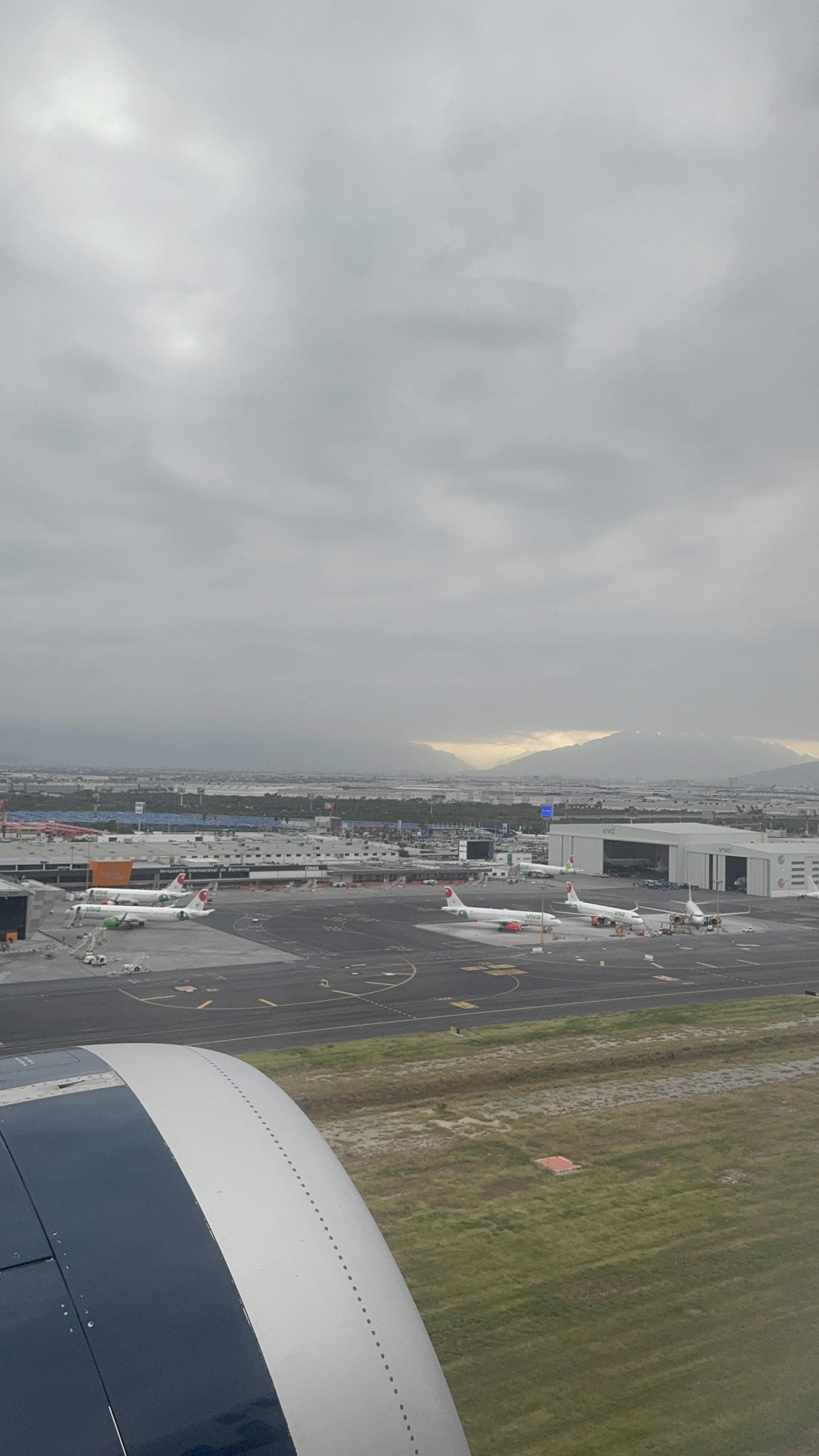
Vista aérea del aeropuerto.

| Aerolíneas                       | Destinos                           |
| -------------------------------- | ---------------------------------- |
| Amerijet International           | Ciudad de México–AIFA              |
| AeroUnion                        | Ciudad de México–AIFA, Los Ángeles |
| DHL Aviation operado por ABX Air | Cincinnati                         |
| Estafeta                         | Chihuahua, San Luis Potosí         |
| FedEx Express                    | Memphis                            |
| Lufthansa Cargo                  | Ciudad de México–AIFA, Fráncfort   |
| Mas Air                          | Ciudad de México–AIFA              |
| Regional Cargo                   | Ciudad de México–AIFA, Querétaro   |
| TUM AeroCarga                    | Ciudad Juárez, Toluca              |
| UPS                              | Louisville                         |

### Destinos nacionales
Se brinda servicio a 41 ciudades dentro del país a cargo de 8 aerolíneas. Los destinos de Aeroméxico también son operados por Aeroméxico Connect.
| Destinos nacionales del Aeropuerto de Monterrey MTY ACA AGU CUN CEN CUU MEX NLU CJS CZM CUL DGO GDL HMO HUX ZIH LAP BJX SJD SLP LMM MZT MID MXL LOV MLM OAX PQM PDS PBC PXM PVR QRO SLW TAM TAP TIJ TLC TGZ TQO VER VSA | Destinos nacionales del Aeropuerto de Monterrey MTY ACA AGU CUN CEN CUU MEX NLU CJS CZM CUL DGO GDL HMO HUX ZIH LAP BJX SJD SLP LMM MZT MID MXL LOV MLM OAX PQM PDS PBC PXM PVR QRO SLW TAM TAP TIJ TLC TGZ TQO VER VSA | Destinos nacionales del Aeropuerto de Monterrey MTY ACA AGU CUN CEN CUU MEX NLU CJS CZM CUL DGO GDL HMO HUX ZIH LAP BJX SJD SLP LMM MZT MID MXL LOV MLM OAX PQM PDS PBC PXM PVR QRO SLW TAM TAP TIJ TLC TGZ TQO VER VSA | Destinos nacionales del Aeropuerto de Monterrey MTY ACA AGU CUN CEN CUU MEX NLU CJS CZM CUL DGO GDL HMO HUX ZIH LAP BJX SJD SLP LMM MZT MID MXL LOV MLM OAX PQM PDS PBC PXM PVR QRO SLW TAM TAP TIJ TLC TGZ TQO VER VSA | Destinos nacionales del Aeropuerto de Monterrey MTY ACA AGU CUN CEN CUU MEX NLU CJS CZM CUL DGO GDL HMO HUX ZIH LAP BJX SJD SLP LMM MZT MID MXL LOV MLM OAX PQM PDS PBC PXM PVR QRO SLW TAM TAP TIJ TLC TGZ TQO VER VSA | Destinos nacionales del Aeropuerto de Monterrey MTY ACA AGU CUN CEN CUU MEX NLU CJS CZM CUL DGO GDL HMO HUX ZIH LAP BJX SJD SLP LMM MZT MID MXL LOV MLM OAX PQM PDS PBC PXM PVR QRO SLW TAM TAP TIJ TLC TGZ TQO VER VSA | Destinos nacionales del Aeropuerto de Monterrey MTY ACA AGU CUN CEN CUU MEX NLU CJS CZM CUL DGO GDL HMO HUX ZIH LAP BJX SJD SLP LMM MZT MID MXL LOV MLM OAX PQM PDS PBC PXM PVR QRO SLW TAM TAP TIJ TLC TGZ TQO VER VSA | Destinos nacionales del Aeropuerto de Monterrey MTY ACA AGU CUN CEN CUU MEX NLU CJS CZM CUL DGO GDL HMO HUX ZIH LAP BJX SJD SLP LMM MZT MID MXL LOV MLM OAX PQM PDS PBC PXM PVR QRO SLW TAM TAP TIJ TLC TGZ TQO VER VSA | Destinos nacionales del Aeropuerto de Monterrey MTY ACA AGU CUN CEN CUU MEX NLU CJS CZM CUL DGO GDL HMO HUX ZIH LAP BJX SJD SLP LMM MZT MID MXL LOV MLM OAX PQM PDS PBC PXM PVR QRO SLW TAM TAP TIJ TLC TGZ TQO VER VSA |
| Destinos | Viva | Volaris | Magnicharters | Aerus | Aeroméxico | TAR | Mexicana | # |
| --- | --- | --- | --- | --- | --- | --- | --- | --- |
| Acapulco (ACA) | • | | • | | | | | 2 |
| Aguascalientes (AGU) | | | | | | • | | 1 |
| Cancún (CUN) | • | • | • | | | | | 3 |
| Chihuahua (CUU) | • | | • | | | | | 2 |
| Ciudad de México (MEX) | • | • | | | • | | | 3 |
| Ciudad de México (NLU) | • | | | | • | | • | 3 |
| Ciudad Juárez (CJS) | • | • | | | | | | 2 |
| Ciudad Obregón (CEN) | • | | | | | | | 1 |
| Cozumel (CZM) | • | | • | | | | | 2 |
| Culiacán (CUL) | • | • | | | | | | 2 |
| Durango (DGO) | • | | | | | | | 1 |
| Guadalajara (GDL) | • | • | | | | | | 2 |
| Hermosillo (HMO) | • | • | | | | | | 2 |
| Huatulco (HUX) | • | | • | | | | | 2 |
| Ixtapa-Zihuatanejo (ZIH) | • | | • | | | | | 2 |
| La Paz (LAP) | • | • | | | | | | 2 |
| León/El Bajío (BJX) | • | • | | | | | | 2 |
| Los Cabos (SJD) | • | | • | | | | | 2 |
| Los Mochis (LMM) | • | | | | | | | 1 |
| Mazatlán (MZT) | • | | • | | | | | 2 |
| Mérida (MID) | • | • | | | | | | 2 |
| Mexicali (MXL) | • | • | | | | | | 2 |
| Monclova (LOV) | | | | • | | | | 1 |
| Morelia (MLM) | • | • | | | | | | 2 |
| Oaxaca (OAX) | • | • | | | | | | 2 |
| Palenque (PQM) | | | • | | | | | 1 |
| Piedras Negras (PDS) | | | | • | | | | 1 |
| Puebla (PBC) | • | | | | | | | 1 |
| Puerto Escondido (PXM) | • | | | | | | | 1 |
| Puerto Vallarta (PVR) | • | • | • | | | | | 3 |
| Querétaro (QRO) | • | • | | | | | | 2 |
| Saltillo (SLW) | | | | • | | | | 1 |
| San Luis Potosí (SLP) | | | | • | | | | 1 |
| Tampico (TAM) | • | | | | | | | 1 |
| Tapachula (TAP) | • | | | | | | | 1 |
| Tijuana (TIJ) | • | • | | | | | | 2 |
| Toluca (TLC) | • | • | | | | | | 2 |
| Tulum (TQO) | • | | | | | | | 1 |
| Tuxtla Gutiérrez (TGZ) | • | • | • | | | | | 3 |
| Veracruz (VER) | • | | | | | | | 1 |
| Villahermosa (VSA) | • | | | | | | | 1 |
| Total | 35 | 17 | 11 | 4 | 2 | 1 | 1 | 41 |

### Destinos internacionales
Se ofrece servicio a 29 destinos internacionales (4 estacionales), a cargo de 14 aerolíneas.
| Ciudades                                                      | Nombre del aeropuerto                                      | Aerolíneas                                                            | Terminal     |              |              |
| Norteamérica                                                  | Norteamérica                                               | Norteamérica                                                          | Norteamérica | Norteamérica | Norteamérica |
| ------------------------------------------------------------- | ---------------------------------------------------------- | --------------------------------------------------------------------- | ------------ | ------------ | ------------ |
| Canadá (1 destino, 1 aerolínea)                               |                                                            |                                                                       |              |              |              |
| Toronto                                                       | Aeropuerto Internacional Toronto Pearson                   | Air Canada                                                            | A Sur        |              |              |
| Estados Unidos (19 destinos [1 estacional], 11 aerolíneas)    |                                                            |                                                                       |              |              |              |
| Atlanta (Georgia)                                             | Aeropuerto Internacional Hartsfield-Jackson                | Aeroméxico Connect / Delta Air Lines                                  | B            |              |              |
| Austin (Texas)                                                | Aeropuerto Internacional de Austin-Bergstrom               | Viva                                                                  | A Sur        |              |              |
| Brownsville (Texas)                                           | Aeropuerto Internacional de Brownsville/South Padre Island | Aerus                                                                 | B            |              |              |
| Chicago (Illinois)                                            | Aeropuerto Internacional O'Hare                            | United Express / Viva                                                 | A Sur        |              |              |
| Dallas (Texas)                                                | Aeropuerto Internacional de Dallas-Fort Worth              | American Airlines / American Eagle / Viva                             | A Sur        |              |              |
| Denver (Colorado)                                             | Aeropuerto Internacional de Denver                         | Aeroméxico (Estacional) / Viva                                        | A Sur, B     |              |              |
| Detroit (Míchigan)                                            | Aeropuerto Internacional de Detroit                        | Aeroméxico Connect                                                    | B            |              |              |
| Houston (Texas)                                               | Aeropuerto Intercontinental George Bush                    | United Airlines / United Express / Viva                               | A Sur        |              |              |
| Laredo (Texas)                                                | Aeropuerto Internacional de Laredo                         | Aerus                                                                 | B            |              |              |
| Las Vegas (Nevada)                                            | Aeropuerto Internacional Harry Reid                        | Aeroméxico (Estacional) / Magnicharters / Viva                        | A Sur, B     |              |              |
| Los Ángeles (California)                                      | Aeropuerto Internacional de Los Ángeles                    | Alaska Airlines (finaliza el 3 de octubre de 2025) / Viva             | A Sur        |              |              |
| Miami (Florida)                                               | Aeropuerto Internacional de Miami                          | Aeroméxico (Estacional) / American Eagle / Viva                       | A Sur, B     |              |              |
| Nueva York (Nueva York)                                       | Aeropuerto Internacional John F. Kennedy                   | Aeroméxico (Estacional)                                               | B            |              |              |
| Oakland (California)                                          | Aeropuerto de Oakland de la Bahía de San Francisco         | Viva                                                                  | A Sur        |              |              |
| Orlando (Florida)                                             | Aeropuerto Internacional de Orlando                        | Aeroméxico (Estacional) / Magnicharters / Viva                        | A Sur, B     |              |              |
| Phoenix (Arizona)                                             | Aeropuerto Internacional de Phoenix-Sky Harbor             | American Eagle                                                        | A Sur        |              |              |
| Salt Lake City (Utah)                                         | Aeropuerto Internacional de Salt Lake City                 | Aeroméxico Connect (Estacional) (reinicia el 18 de diciembre de 2025) | B            |              |              |
| San Antonio (Texas)                                           | Aeropuerto Internacional de San Antonio                    | Viva                                                                  | A Sur        |              |              |
| San Francisco (California)                                    | Aeropuerto Internacional de San Francisco                  | United Express                                                        | A Sur        |              |              |
| Centroamérica y El Caribe                                     |                                                            |                                                                       |              |              |              |
| Costa Rica (1 destino, 1 aerolínea)                           |                                                            |                                                                       |              |              |              |
| San José                                                      | Aeropuerto Internacional Juan Santamaría                   | Viva (inicia el 30 de octubre de 2025)                                | A Sur        |              |              |
| Cuba (2 destinos [1 estacional], 2 aerolíneas)                |                                                            |                                                                       |              |              |              |
| La Habana                                                     | Aeropuerto Internacional José Martí                        | Viva                                                                  | A Sur        |              |              |
| Varadero                                                      | Aeropuerto Juan Gualberto Gómez                            | Magnicharters (Estacional)                                            | A Sur        |              |              |
| Panamá (1 destino, 1 aerolínea)                               |                                                            |                                                                       |              |              |              |
| Ciudad de Panamá                                              | Aeropuerto Internacional de Tocumen                        | Copa Airlines                                                         | A Sur        |              |              |
| República Dominicana (1 destino [estacional], 1 aerolínea)    |                                                            |                                                                       |              |              |              |
| Punta Cana                                                    | Aeropuerto Internacional de Punta Cana                     | Magnicharters (Estacional)                                            | A Sur        |              |              |
| Sudamérica                                                    |                                                            |                                                                       |              |              |              |
| Colombia (1 destino, 2 aerolíneas)                            |                                                            |                                                                       |              |              |              |
| Bogotá                                                        | Aeropuerto Internacional El Dorado                         | Avianca (inicia el 26 de octubre de 2025) / Viva                      | A Sur        |              |              |
| Asia                                                          |                                                            |                                                                       |              |              |              |
| Corea del Sur (1 destino, 1 aerolínea)                        |                                                            |                                                                       |              |              |              |
| Seúl                                                          | Aeropuerto Internacional de Incheon                        | Aeroméxico                                                            | B            |              |              |
| Japón (1 destino [estacional], 1 aerolínea)                   |                                                            |                                                                       |              |              |              |
| Tokio                                                         | Aeropuerto Internacional de Narita                         | Aeroméxico (Estacional)                                               | B            |              |              |
| Europa                                                        |                                                            |                                                                       |              |              |              |
| España (1 destino, 1 aerolínea)                               |                                                            |                                                                       |              |              |              |
| Madrid                                                        | Aeropuerto Adolfo Suárez Madrid-Barajas                    | Aeroméxico                                                            | B            |              |              |
| Total: 29 destinos (4 estacionales), 10 países, 14 aerolíneas |                                                            |                                                                       |              |              |              |

## Estadísticas

### Tráfico anual
| Año  | Pasajeros Totales | cambio en % |
| 2000 | 3,680,397         | —           |
| 2001 | 3,479,221         | 5.46%       |
| 2002 | 3,446,469         | 0.94%       |
| 2003 | 3,703,288         | 7.45%       |
| 2004 | 4,293,816         | 15.94%      |
| 2005 | 4,660,138         | 8.53%       |
| 2006 | 5,253,600         | 12.73%      |
| 2007 | 6,559,613         | 24.85%      |
| 2008 | 6,586,190         | 0.40%       |
| 2009 | 5,199,895         | 21.04%      |
| 2010 | 5,380,412         | 3.47%       |
| 2011 | 5,582,794         | 3.76%       |
| 2012 | 6,105,910         | 9.37%       |
| 2013 | 6,417,755         | 5.10%       |
| 2014 | 7,128,531         | 11.07%      |
| 2015 | 8,461,917         | 18.71%      |
| 2016 | 9,178,533         | 8.46%       |
| 2017 | 9,771,630         | 6.46%       |
| 2018 | 10,733,186        | 10.84%      |
| 2019 | 11,176,555        | 4.13%       |
| 2020 | 4,994,170         | 55.3%       |
| 2021 | 8,269,834         | 65.60%      |
| 2022 | 10,943,186        | 32.3%       |
| 2023 | 13,326,936        | 21.8%       |
| 2024 | 13,581,599        | 1.91%       |
| ---- | ----------------- | ----------- |

### Rutas más transitadas
| Número | Ciudad                                 | Pasajeros | Ranking     | Aerolínea                                     |
| ------ | -------------------------------------- | --------- | ----------- | --------------------------------------------- |
| 1      | Ciudad de México                       | 1,491,867 | Sin cambios | Aeroméxico, Aeroméxico Connect, Viva, Volaris |
| 2      | Cancún, Quintana Roo                   | 752,286   | Sin cambios | Magnicharters, Viva, Volaris                  |
| 3      | Guadalajara, Jalisco                   | 484,028   | Sin cambios | Viva, Volaris                                 |
| 4      | Valle de México                        | 263,571   | 10          | Aeroméxico Connect, Mexicana, Viva            |
| 5      | Tijuana, Baja California               | 252,127   | 1           | Viva, Volaris                                 |
| 6      | Querétaro, Querétaro                   | 217,200   | 1           | Aeroméxico Connect, TAR, Viva                 |
| 7      | Toluca, Estado de México               | 173,508   | 4           | Viva                                          |
| 8      | Ciudad Juárez, Chihuahua               | 163,868   | 2           | Viva                                          |
| 9      | Mérida, Yucatán                        | 162,556   | 2           | Viva, Volaris                                 |
| 10     | Puerto Vallarta, Jalisco               | 156,542   | 4           | Magnicharters, TAR, Viva, Volaris             |
| 11     | Hermosillo, Sonora                     | 140,116   | 3           | Viva                                          |
| 12     | León, Guanajuato                       | 129,057   | 3           | Aeroméxico Connect, Viva                      |
| 13     | Veracruz, Veracruz                     | 125,834   | Sin cambios | Viva                                          |
| 14     | Chihuahua, Chihuahua                   | 125,500   | 2           | Viva                                          |
| 15     | Puebla, Puebla                         | 108,443   | Sin cambios | Viva, Volaris                                 |
| 16     | San José del Cabo, Baja California Sur | 92,180    | Sin cambios | Magnicharters, Viva                           |
| 17     | Mazatlán, Sinaloa                      | 88,587    | Sin cambios | Magnicharters, Viva, Volaris                  |
| 18     | Villahermosa, Tabasco                  | 81,723    | Sin cambios | Viva                                          |
| 19     | Culiacán, Sinaloa                      | 74,737    | Sin cambios | Viva, Volaris                                 |
| 20     | Tuxtla Gutiérrez, Chiapas              | 70,004    | Sin cambios | Magnicharters, Viva                           |

| Número | Ciudad                   | Pasajeros | Ranking     | Aerolínea                               |
| ------ | ------------------------ | --------- | ----------- | --------------------------------------- |
| 1      | Houston, Texas           | 229,636   | Sin cambios | United Airlines, United Express, Viva   |
| 2      | Dallas, Texas            | 207,548   | Sin cambios | American Airlines, American Eagle, Viva |
| 3      | San Antonio, Texas       | 76,940    | Sin cambios | Viva                                    |
| 4      | Las Vegas, Nevada        | 69,718    | 2           | Magnicharters, Frontier Airlines, Viva  |
| 5      | Atlanta, Georgia         | 68,128    | 2           | Aeroméxico Connect, Delta Air Lines     |
| 6      | Chicago, Illinois        | 67,098    | 2           | United Express, Viva                    |
| 7      | Madrid, España           | 59,404    | 2           | Aeroméxico                              |
| 8      | Los Ángeles, California  | 34,465    | 1           | Viva                                    |
| 9      | Miami, Florida           | 33,820    | 2           | American Eagle, Viva                    |
| 10     | Ciudad de Panamá, Panamá | 25,575    | 2           | Copa Airlines                           |
| 11     | Tokio, Japon             | 23,516    |             | Aeroméxico                              |
| 12     | Detroit, Míchigan        | 22,794    | 2           | Aeroméxico Connect                      |
| 13     | Orlando, Florida         | 18,898    |             | Aeroméxico, Magnicharters, Viva         |
| 14     | Phoenix, Arizona         | 17,791    | 1           | American Eagle                          |
| 15     | Austin, Texas            | 15,936    |             | Viva                                    |

## Instalaciones
- El Boulevard Aeropuerto se ha convertido en un polo comercial donde destacan los siguientes establecimientos.

### Hoteles
- Asociación Mexicana de Hoteles de Nuevo León
- Best Western Monterrey Aeropuerto
- City Express Monterrey Aeropuerto
- Courtyard by Marriott Monterrey Aeropuerto
- Crowne Plaza Monterrey Aeropuerto
- Fairfield Inn by Marriott Monterrey Aeropuerto
- Inn Monterrey La Fe Aeropuerto
- Hilton Garden Inn Monterrey Airport
- Hampton Inn by Hilton Monterrey-Aeropuerto
- Holiday Inn Express & Suites Monterrey Aeropuerto
- Hotel ibis Monterrey Aeropuerto
- Hoteles Óptima
- Milenium Grupo Hotelero Mexicano
- One Monterrey Aeropuerto
- Quality Inn La Fe Aeropuerto

### Restaurantes

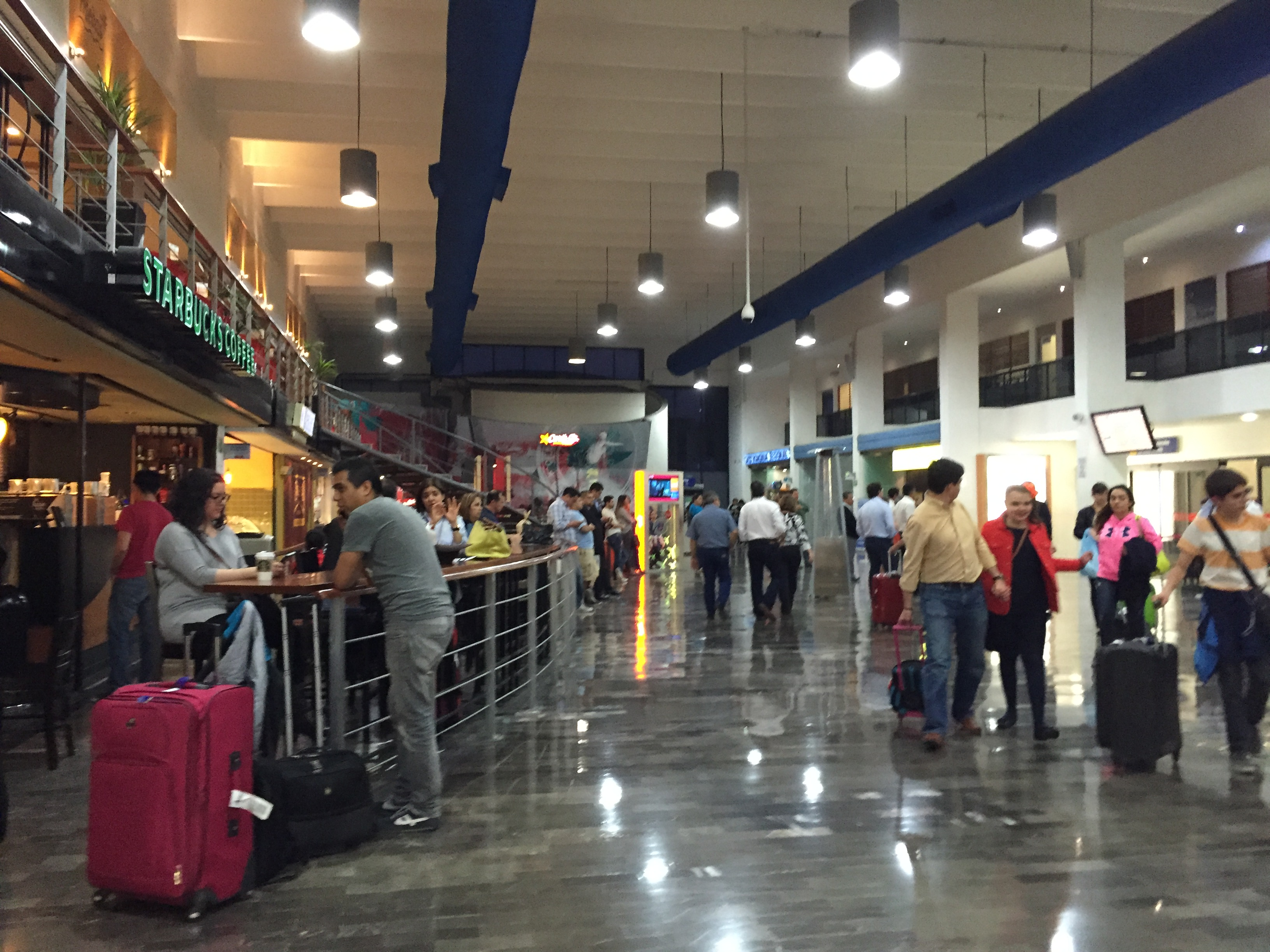
Área de comida rápida de la Terminal A.

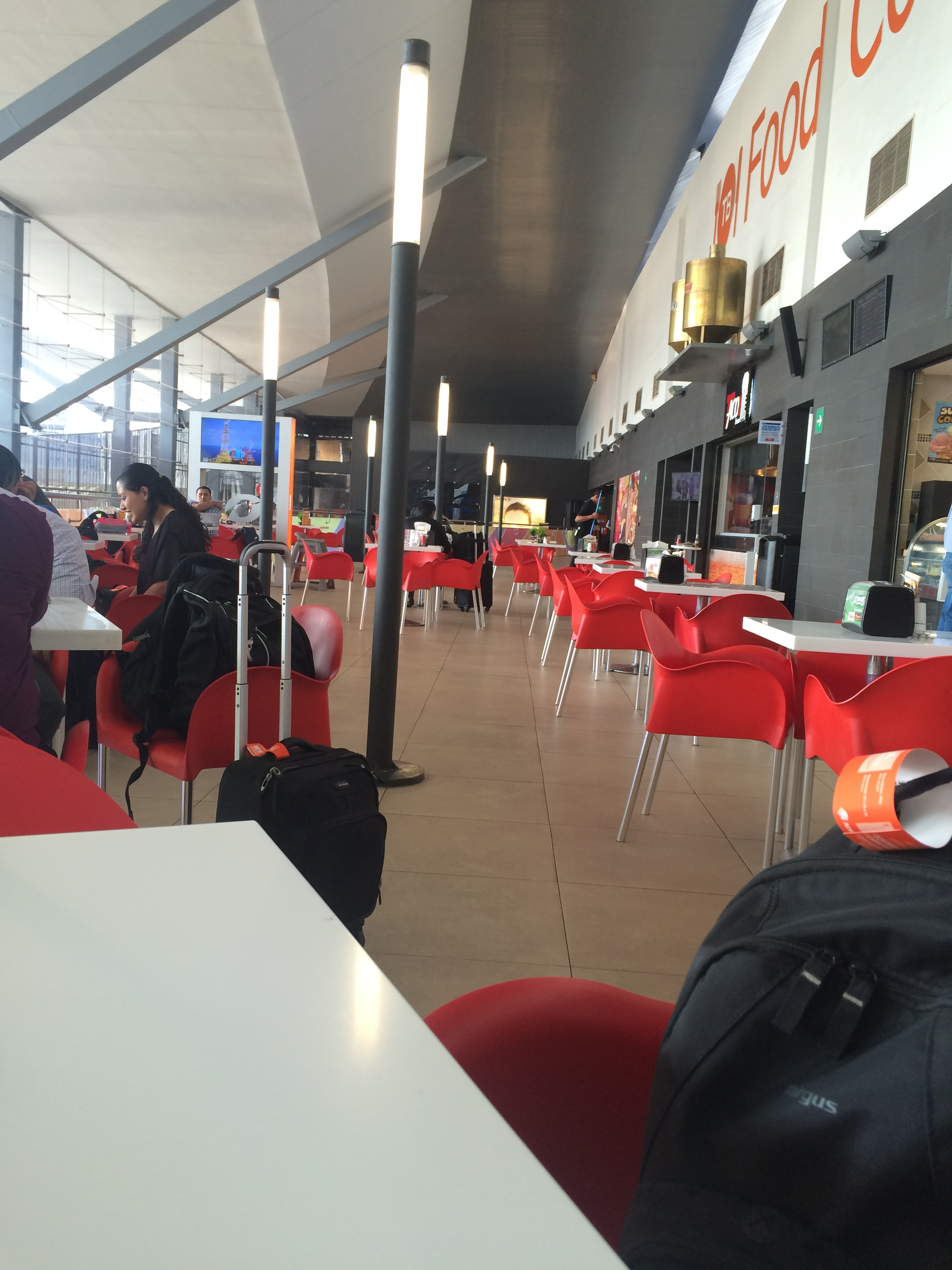
Área de comida rápida de la Terminal B.

En la terminal A:
- Blue Sky Bar
- Blue Sky Pub
- Buchannan's
- Carabina
- Carl's Jr.
- Café Punta del Cielo
- Corner Bar
- Dulces Regionales
- Flap's
- Gran Pastor
- Green Leaf's
- Johnnie Walker
- Natural Break
- Starbucks
- The Sweet Market
- Wings
- Fly by Wings

En la terminal B:
- Carl's Jr.
- Café Punta del Cielo
- Dulces Regionales
- Gran Pastor
- La Mansión
- Las Glorias
- Medas Beer
- Starbucks
- Subway
- Wings
- Yogen Früz
- Chili's
- Fly by Wings
- Theurel & Thomas

### Transporte terrestre
- Aero Contaxi Ofrece servicio de Shuttle desde la Terminal C hacia las estaciones ETN de "Y griega", Garza Sada y la central de autobuses.
- Autobuses del Noreste Autobuses de primera clase con destinos a ciudades de Tamaulipas y Texas directos y con conexión en la Terminal "Y griega".
- Golden Servicio de taxi y camionetas a toda el área metropolitana.
- Grupo Senda Autobuses ejecutivos y de primera clase con servicio a destinos en Coahuila directos y con conexión en la Terminal "Y griega" y "San Jerónimo".
- Suburban Reservas en línea de taxis con automóviles y camionetas hacia/desde la ciudad de Monterrey.
- Taxi Aeropuerto Compañías exclusivas del aeropuerto con servicio a toda la ciudad.
- Taxis Aeropuerto Monterrey Servicio ejecutivo de lujo para ir hacia el aeropuerto de Monterrey.
- Taxis Totsa Servicio de taxi a toda el área metropolitana y municipios cercanos incluyendo Saltillo.
- TPA Servicio de taxi y camionetas a toda el área metropolitana.
- Transporte Aeroméxico  Es una alianza entre Casco y Aeroméxico para viajar desde y hacia el Aeropuerto de Monterrey a cualquier punto de la zona metropolitana de esta ciudad.
- Transporte interterminal Autobús para transporte entre las Terminales A, B y C, disponible diariamente de 5:00 a. m. a 12:00 a. m. con un tiempo de espera de aproximadamente 10 minutos.
- VivaBus Transporte con costo, exclusivo para pasajeros de Viva con destino a la central de autobuses de Monterrey y Terminal Fierro.

## Accidentes e incidentes
- El 31 de octubre de 2002, el vuelo 254 de Aeroméxico, operado por un McDonnell Douglas DC 9-32 con matrícula XA-AMF procedente del Aeropuerto Internacional de Guadalajara hacia Monterrey sufrió un aterrizaje que tuvo que salir de la pista por lluvia y ráfagas de viento en contra que dificultaron el aterrizaje. La aeronave terminó con el tren de aterrizaje destruido y el ala derecha algo desprendida, finalmente tuvieron que desmantelar el DC-9.[15]

- El 11 de febrero del 2010, el vuelo 7222 de Click Mexicana, operado por el Fokker 100 XA-SHJ sufrió un mal funcionamiento del tren de aterrizaje en la aproximación al Aeropuerto Internacional Quetzalcóatl de Nuevo Laredo. Un vuelo bajo confirmó que el tren de aterrizaje principal no se había desplegado. El avión fue desviado a Monterrey. Fue dañado considerablemente en el aterrizaje, después de haber salido de la pista y girar en 180°.[16]

- El 13 de abril del 2010, un Airbus A-300B4-200 de Aerounión, matrícula XA-TUE, que realizaba un vuelo de carga procedente de la Ciudad de México hacia Monterrey con cinco tripulantes, se estrelló en la aproximación en la pista 11 del Aeropuerto Internacional Mariano Escobedo. El avión se detuvo en una carretera alrededor de las 23:30L (04:30Z). Los 5 tripulantes murieron, una persona en un camión en la carretera se informó que murió y el avión fue destruido después del gran incendio que desató.[17]

- El 24 de noviembre del 2010, un AN-32 de la Fuerza Aérea Mexicana que era un vuelo de carga, se estrelló al despegar del Aeropuerto Internacional Mariano Escobedo durante un vuelo a la Ciudad de México. Los cinco tripulantes murieron.

- El 9 de diciembre de 2012, después de un concierto en la ciudad de Monterrey, Nuevo León, la cantante Jenni Rivera y seis acompañantes más despegaron a las 03:00 horas del Aeropuerto del Norte en un avión modelo Learjet 25 con matrícula N345MC, que aterrizaría en el Aeropuerto Internacional Lic. Adolfo López Mateos en la capital mexiquense, Toluca. Su llegada se tenía prevista alrededor de las 04:30 horas. No obstante, pocos minutos después de despegar, los radares perdieron todo contacto con el avión. A las 06:00 horas se inició el protocolo de ubicación y rescate cerca del último lugar del que se tenía conocimiento que la aeronave habría sobrevolado. En la tarde del mismo día, autoridades de Protección Civil declararon que un avión con las características de la nave que transportaba a la cantante se había estrellado en la Sierra Madre Oriental en el municipio de Iturbide en Nuevo León, México. Más tarde, en un comunicado oficial, la Secretaría de Comunicaciones y Transportes indicó que la aeronave accidentada correspondía con la de la cantante, lo que confirmó su muerte y la de todos sus acompañantes. En la nave viajaban, además de Rivera, su publirrelacionista Arturo Rivera, los pilotos Miguel Pérez y Alejandro Torres, el abogado Mario Macías, el maquillista Jacob Llenares y el peinador Jorge Arturo Sánchez.

- El 1 de agosto de 2019 una aeronave Cessna 205C con matrícula XB-PEW que operaba un vuelo privado entre el Aeropuerto de Monterrey y el Aeropuerto de Ciudad Victoria tuvo un desperfecto con la bomba de combustible, causando su desplome cerca del relleno sanitario de Ciudad Victoria mientras realizaba la aproximación a su destino. El piloto sobrevivió.[18][19][20]

- El 9 de abril de 2020 una aeronave Learjet 35A con matrícula XA-VDU que realizaba un vuelo entre el Aeropuerto de Monterrey y el Aeropuerto de La Paz sufrió una excursión de pista tras aterrizar en su destino, quedando la aeronave a 500 metros de la cabecera de la pista de aterrizaje. Los cuatro ocupantes resultaron ilesos[21][22]

- El 18 de marzo de 2021, el vuelo 4343 de Viva con ruta Puerto Vallarta - Monterrey, correspondiente a un avión Airbus A320 con matrícula XA-VAZ, tuvo una aparente falla en el tren de aterrizaje frontal unos instantes antes al despegue, lo que provocó la caída frontal de la aeronave sobre la cabecera de la pista 22. No se reportaron lesionados, sin embargo este incidente causó el cierre del aeropuerto de Puerto Vallarta durante varias horas, desviando diversos vuelos a destinos alternos.[23][24]

## Aeropuertos cercanos
Los aeropuertos más cercanos son:
- Aeropuerto Internacional de Saltillo (85km)
- Aeropuerto Internacional General Lucio Blanco (189km)
- Aeropuerto Internacional de McAllen-Miller (191km)
- Aeropuerto Internacional Quetzalcóatl (193km)
- Aeropuerto Internacional de Laredo (207km)
- Aeropuerto Internacional de Zacatecas (371km)